# Chrétiens d'Orient
Ne doit pas être confondu avec Christianisme oriental.

Champ d'action de L'Œuvre d'Orient. Cette carte correspond en grande partie à la répartition des chrétiens d'Orient.

Les chrétiens d'Orient sont les chrétiens qui vivent au Proche-Orient et au Moyen-Orient. Ils représentent des minorités — le plus souvent autochtones — qui sont plus ou moins importantes en Irak, en Syrie, en Israël/Palestine, au Liban (dont la communauté maronite), en Égypte (dont les communautés coptes), en Iran ou en Turquie, avec des diasporas en Inde et au Pakistan.
Les chrétiens d'Orient ne forment pas un groupe homogène. Ils appartiennent à différentes confessions chrétiennes : les Églises antéchalcédoniennes (anciennement nommées « orthodoxes orientales »), l'Église orthodoxe, l'Église catholique et, plus rarement, diverses Églises protestantes.
Présents depuis les origines du christianisme, les chrétiens d'Orient ont été discriminés sous plusieurs régimes, parfois exterminés. À l'époque contemporaine, ils sont persécutés dans certains pays. Au début du XXe siècle, au Proche-Orient et au Moyen-Orient, un habitant sur quatre était chrétien ; ils sont aujourd'hui 11 millions parmi 320 millions de musulmans (soit un sur trente), partout minoritaires et contraints de chercher la protection des pouvoirs en place.

## Terminologie
La terminologie n'est pas dénuée d'ambiguïté : l'expression « christianisme oriental » peut désigner, au sens le plus large, les chrétiens non latins, donc surtout orthodoxes, mais on parle de « chrétiens d'Orient » pour désigner toutes sortes de groupes chrétiens du Proche ou du Moyen-Orient : les membres des Églises des deux conciles, des Églises des trois conciles, de l'Église orthodoxe et des Églises catholiques orientales (par exemple, les maronites) ou encore de plusieurs dénominations protestantes. Ainsi, la notion de « christianisme oriental » (environ 280 millions de fidèles au début du XXIe siècle) n'est pas synonyme de « chrétiens d'Orient », ces derniers ne comptant qu'une dizaine de millions de fidèles répartis au sein de onze Églises.
Les chrétiens d'Orient représentent des minorités plus ou moins importantes présentes en Iran, Turquie, Inde, Pakistan, Indonésie, Éthiopie, en Érythrée, en Égypte, en Arménie, en Syrie et au Liban mais elles connaissent également d'importantes diasporas en Europe, en Amérique du Nord et du Sud et en Australie.

## Les chrétiens d'Orient aujourd'hui

### Églises d'Orient
Les ruptures opérées par les conciles d'Éphèse en 431 (proclamation de Marie en tant que mère de Dieu) et de Chalcédoine en 451 (proclamation du Christ vrai Dieu et vrai Homme) conduisent à la naissance de quatre traditions historiques principales d'Églises orientales :
| Type                       | Nom                                                   | Commentaire |
| -------------------------- | ----------------------------------------------------- | --- |
| Églises des deux conciles  | Église de l'Orient                                    | Née au Ier siècle, de rite syriaque oriental et remonte à l'apôtre Thomas. S'est scindée en 1553, date à laquelle une branche chaldéenne (voir ci-dessous) s'unit à Rome. Ces deux Églises ont chacune leur patriarche.                                       |
| Églises des deux conciles  | Église chaldéenne                                     | Se sépare en 1553 de l'Église précédente et s'unit à Rome. |
| Églises des trois conciles | Église syro-jacobite                                  | Organisée en patriarcats, elle célèbre le rite syriaque occidental. Une partie est rattachée à Rome. |
| Églises des trois conciles | Église copte                                          | A été fondée par l'évangéliste Marc, issue de l'église d'Alexandrie. Sous la juridiction d'un patriarche-pape, les Coptes célèbrent leur rite en langues copte et arabe.                                                                                      |
| Églises des trois conciles | Église apostolique arménienne                         | Fondée au IVe siècle par Grégoire l'Illuminateur. |
| Églises chalcédoniennes    | Églises orthodoxes et grecque-catholique (ou melkite) | Fidèles à la doctrine de l'unique personne du Christ en deux natures, elles sont de rite byzantin. Les Grecs orthodoxes dépendent du Patriarcat de Constantinople. Les Melkites — unis à Rome — dépendent de celui d'Antioche, de Jérusalem, ou d'Alexandrie. |
| Églises chalcédoniennes    | Église maronite                                       | Implantée au Liban, rattachée à Rome, mais organisée en Patriarcat autonome. Le culte célèbre le rite en syriaque ou en arabe, dirigé par Bechara Boutros Rahi.                                                                                               |
| Église latine              | Patriarcat latin de Jérusalem                         | Patriarcat héritier des Croisés, fut dirigé (2008-2016), par Fouad Twal, (patriarche émérite), qui réunit des fidèles dans le Proche-Orient. Le rite est célébré en arabe et parfois en latin.                                                                |
| Églises protestantes       | Églises protestantes                                  | À ces « latins », il convient d'ajouter des églises protestantes implantées depuis le XIXe siècle. La plupart sont rassemblées dans la FMEEC (en) et le CEMO.                                                                                                 |

Les Églises catholiques orientales sont des Églises issues de ces différentes traditions historiques qui se sont, à un moment de leur histoire, unies à Rome.
Famille des Églises protestantes
Cette cinquième famille est représentée dans le Conseil des Églises du Moyen-Orient, elle en est une partie constituante. Les branches majeures de la Réforme protestante sont présentes au Proche-Orient arabe, que ce soient les Églises dites traditionnelles, ou celles de facture évangélique. Luthériens, anglicans, réformés, baptistes, évangéliques, pentecôtistes ou adventistes ont des communautés, des paroisses ou des représentations dans l'un ou l'autre des pays. Cependant, en dépit de la variété de ces Églises, leurs poids démographique n'est pas conséquent. On les estime à 1 % des chrétiens du Proche-Orient arabe qui compterait 11 millions de fidèles,.

### Des communautés en pleine mutation

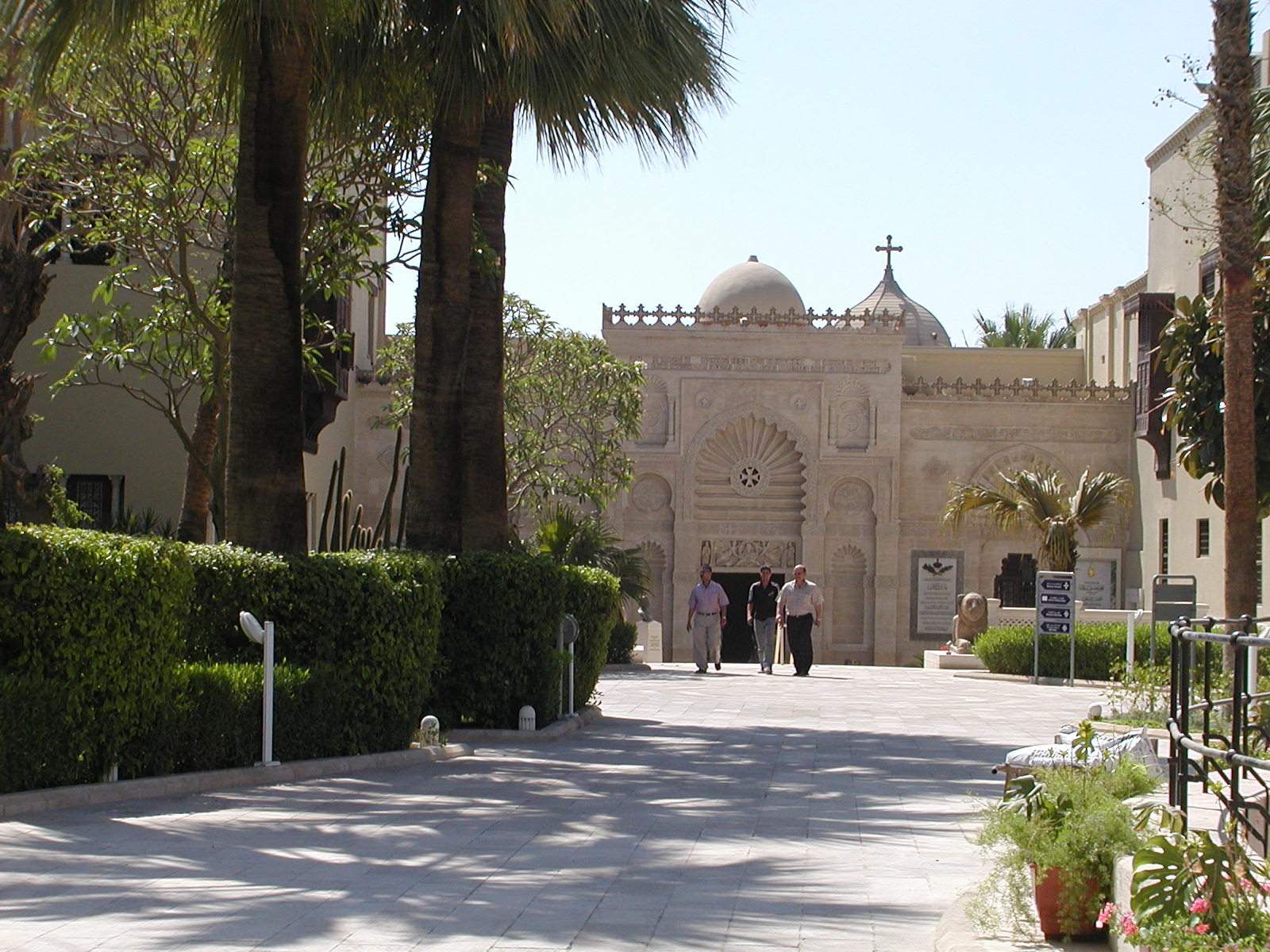
Musée copte du Caire.

Si beaucoup de chrétiens d'Orient cherchent à émigrer, c'est plus pour fuir la misère que pour sauvegarder leurs croyances. La formation d'États-nations au XXe siècle a contribué à accentuer le départ des chrétiens d'Orient. La vague la plus récente est celle des Chaldéens d'Irak à la suite des deux guerres que le pays a vécues. Ces chrétiens possèdent déjà un réseau de relations à l'étranger et peuvent obtenir plus facilement des visas. La marginalisation des chrétiens s'est accrue avec l'arrivée des pétrodollars à partir de 1973.
On assiste actuellement à un véritable renouveau religieux chez les chrétiens d'Orient. Le clergé dynamique s'est rajeuni. Si les conditions des non-musulmans se sont durcies, cependant, le monachisme, longtemps laissé à l'abandon, est en pleine renaissance. Des couvents sont restaurés et repeuplés, surtout chez les Coptes. Le patrimoine artistique et liturgique est mis en valeur. Le renouveau copte se colore cependant de traditions fondamentalistes.
Dans la diaspora, les Églises orientales s'appliquent à conserver un lien social entre les migrants.

### Recensement des chrétiens d'Orient
Composant une mosaïque complexe où il n'est pas facile de se retrouver et qui ne trouve pas d'unanimité typologique, les membres de ces églises sont difficiles à dénombrer : même s'ils sont regroupés sous une même appellation, les chrétiens d'Orient n'ont souvent pas grand-chose à voir les uns avec les autres et tant les rites que les langues — vernaculaires ou rituelles —, ou encore les niveaux sociaux sont divers.
Le recensement des chrétiens d'Orient est donc malaisé : peu d’enquêtes fiables ont été menées et, en outre, les responsables religieux ont tendance à surestimer leurs effectifs. Les statistiques varient ainsi d’une source à l’autre et doivent être considérées à titre indicatif plutôt qu’absolu.

#### Lent exode
D'une manière générale, ces communautés chrétiennes connaissent un exode important depuis la fin du XIXe siècle avec l’exil de nombreux Libanais chrétiens en Europe et en Amérique latine, puis le génocide arménien par les Ottomans qui occasionne plus d'un million de morts au début du XXe siècle et l'exil des survivants dans les pays arabes voisins, en Europe et en Amérique.
L'exode s’est aggravé depuis le milieu du XXe siècle, notamment à la suite de l'essor des nationalismes de la période post-coloniale, au conflit israélo-arabe, à la guerre civile libanaise, à la guerre Iran-Irak, à la guerre du Golfe puis la guerre d'Irak, et enfin depuis 2011 à la Guerre civile syrienne.
Parmi d'autres facteurs, on peut également relever le soutien américain aux fondamentalistes musulmans pour contrer l'URSS après l'invasion de l'Afghanistan et déstabiliser les régimes nationalistes, autoritaires ou dictatoriaux, ou encore la montée du terrorisme islamiste d’Al-Qaïda. Par ailleurs, comme le reste de la population, les chrétiens souffrent du manque de démocratie, des difficultés économiques, du sous-développement, de l'emprise de l'Occident et des nombreux conflits.

#### Dénombrement
De manière globale, il n’y a probablement pas moins de chrétiens au Moyen-Orient au début du XXIe siècle que cent ans auparavant mais le pourcentage qu'ils représentent dans l’ensemble de la population régionale n’a cessé de baisser, parfois de manière très importante. Suivant les estimations concernant le début du XXe siècle, les chrétiens représentaient alors entre 12 et 15 % de la population dans les pays arabes du Proche-Orient. Au début du XXIe siècle, ils ne représenteraient plus que 4 à 5 % de la population d'environ 300 millions d’Arabes.

#### Églises

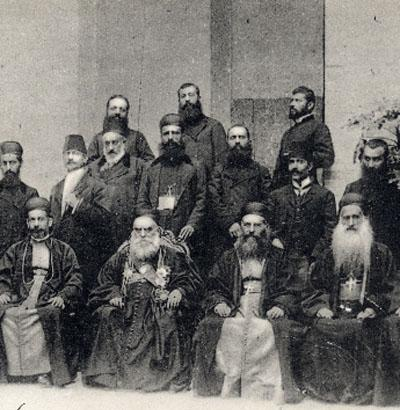
Patriarche et évêques maronites à Rome en 1906. Les maronites font partie des Églises catholiques orientales.

Au Proche et au Moyen-Orient, les chrétiens seraient une dizaine de millions au début du XXIe siècle, qui se répartissent au sein de onze Églises. S'agissant des Églises, les coptes d'Égypte sont à eux seuls environ huit millions et si l'Église apostolique arménienne compte plus de trois millions de fidèles en Arménie, la diaspora arménienne compte plus de quatre millions de personnes. L'Église apostolique assyrienne de l'Orient, compte elle deux millions de fidèles au Liban, en Irak et en Inde tandis que, dans les mêmes régions, on dénombre un million de membres de l'Église syrienne ou « Jacobite ». Ainsi, les églises non-chalcédoniennes, toutes membres du Conseil œcuménique des Églises, rassemblent environ soixante millions de chrétiens.
Suivant les chiffres avancés par le périodique catholique Témoignage chrétien en octobre 2010, quatre catégories sont à distinguer parmi les chrétiens d'Orient :
- les Églises des deux conciles, pour un total de plus de 230 000 fidèles ;
- les Églises des trois conciles, autrefois appelées « orthodoxes orientales », pour un total d'environ 65 millions de fidèles dans le monde ;
- l'Église orthodoxe, qui compte 2 millions de fidèles au Moyen-Orient ;
- l'Église catholique, présente au Moyen-Orient sous la forme des Églises catholiques orientales, qui rassemblent environ 8 millions de fidèles.

#### Répartition au Proche et au Moyen-Orient
Estimations des populations chrétiennes au début du XXIe siècle, à titre indicatif, les chiffres variant parfois beaucoup selon les publications :
- Égypte : généralement estimé de 7 à 10 % d'une population de 84 millions d’habitants. Mais la fourchette des pourcentages proposés peut osciller de 5 à 20 % ;
- Liban : estimé de 38 à 41 % sur une population de 5 à 6 millions d’habitants (répartis en 21 % de maronites, 8 % de grecs-orthodoxes, 5 % de grecs-catholiques, 1 % de protestants, 4 % d’Arméniens, orthodoxes et catholiques ainsi que de 2% de minorités chrétienne tels que des assyriens, des chaldéens et des syriaques[11]). Mais la diaspora libanaise compte environ 6 millions de personnes, principalement des chrétiens, dont un tiers aux États-Unis, et le reste réparti entre l’Europe, l’Amérique latine, l’Afrique subsaharienne et l’Australie ;
- Syrie : de 4 à 9 % sur une population de 20 millions d’habitants (répartis entre grecs-orthodoxes, syriaques, melkites, jacobites, Arméniens et latins[11]) ;
- Palestine : environ 8 % en Cisjordanie et 0,7 % à Gaza sur une population totale de 3 millions de Palestiniens ;
- Israël : de 2 à 4 % sur une population d'environ 9,9 millions d'habitants en 2023, en comptant l'importante immigration catholique et orthodoxe venue de l’ex-URSS après 1990 ;
- Jordanie : environ 6 % sur une population de 6,5 millions[20] ;
- Irak : entre quatre cent mille et un million de personnes sur une population totale de 31 millions d'habitants. Un nombre important de chrétiens se sont exilés depuis la guerre du Golfe de 2003 en raison de l'instabilité politique du pays et le mouvement semble se poursuivre ;
- Iran : de 180 000 à 300 000 personnes sur 77 millions d’habitants, essentiellement des Arméniens, majoritairement orthodoxes. La moitié des chrétiens du pays se sont exilés lors de la révolution iranienne de 1979, la plupart s’étant réfugiés en Californie ;
- Turquie : quelques dizaines de milliers de personnes, de 80 000 à 200 000 sur une population de 75 millions d'habitants[21].

L'Arménie, avec ses trois millions d'habitants, est quant à elle un pays considéré comme entièrement christianisé. On dénombre également environ 6 millions de chrétiens syriaques en Inde dans l'État du Kerala, et 4 millions qui forment une diaspora aux États-Unis, en Europe et en Australie.
On rencontre des chrétiens non-orientaux au Moyen-Orient, des catholiques latins, des protestants, des évangéliques ou encore des travailleurs Philippins émigrés dans le Golfe persique. L'Arabie saoudite ayant décrété l’ensemble de son territoire « terre sacrée » de l’islam, il est interdit d’y construire des synagogues, des églises ou des temples et les travailleurs immigrés chrétiens n’ont pas le droit — même en privé — de célébrer leur culte sous peine d’arrestation et d’expulsion, à la différence du Koweït, de Bahreïn et des Émirats arabes unis qui ont autorisé la construction de quelques lieux de cultes. La minorité chrétienne du Yémen est en voie d’extinction.
Les démographes estiment qu'à partir de 2020, les chrétiens d'Orient ne représentent plus qu'environ 5 ou 6 millions de personnes au milieu d’une population musulmane en nette augmentation.

## Histoire des chrétiens d'Orient

### La naissance des communautés chrétiennes en Orient

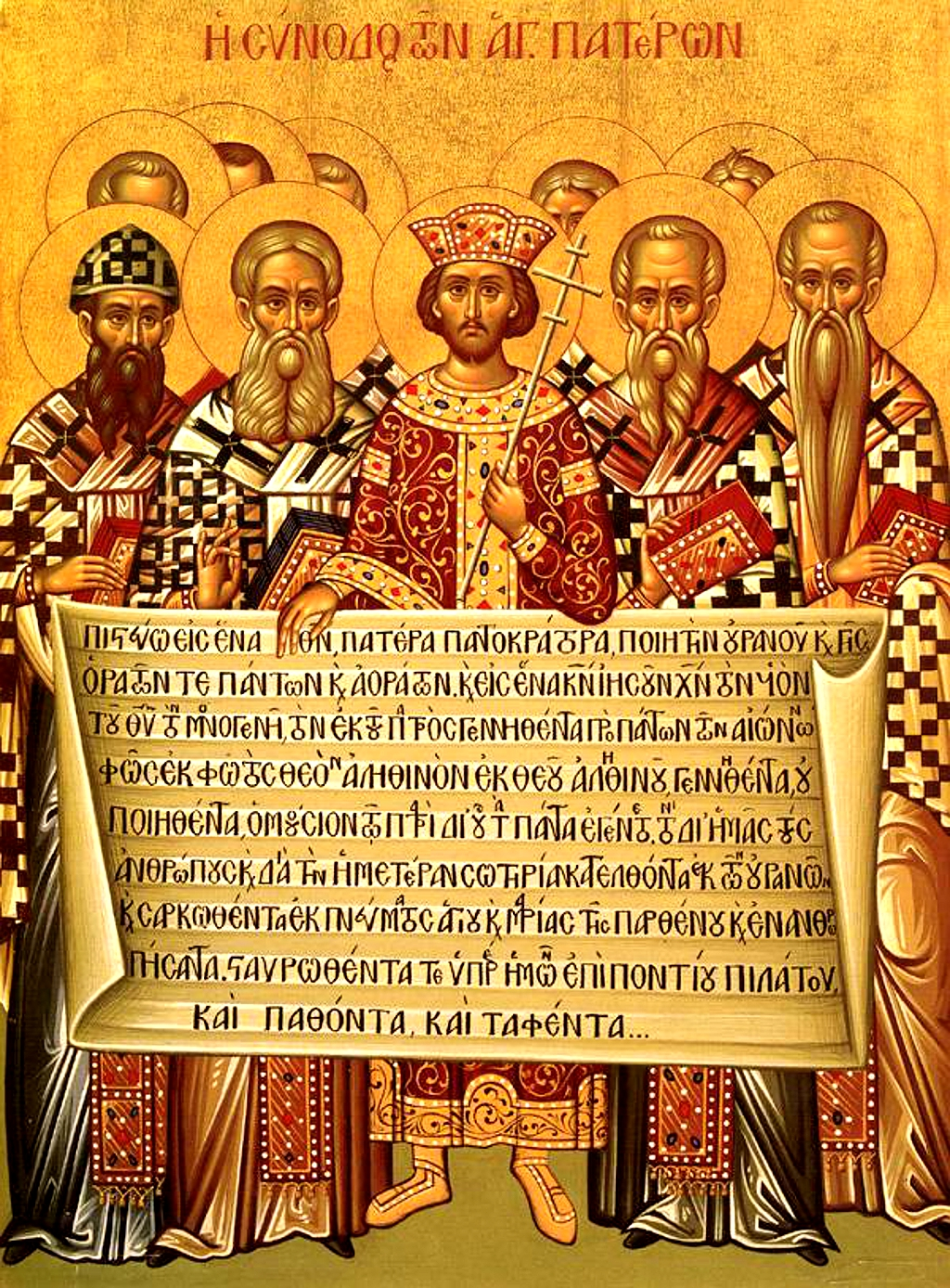
Concile de Nicée (325) représenté sur une icône. Le texte montré est celui du « Symbole de Nicée-Constantinople » dans sa forme liturgique grecque, basée sur le texte adopté au premier concile de Constantinople (381).

Le christianisme est né et s'est d'abord développé dans la partie orientale de l'Empire romain. C'est à Antioche, alors capitale de la province romaine de Syrie, que les disciples du Christ auraient pour la première fois reçu le nom de « chrétiens ». Si les débuts du christianisme sont relativement bien connus, il est plus difficile de retracer l'histoire des communautés chrétiennes d'Orient hors de l'Empire. Cependant, il est certain qu'Édesse, capitale du royaume d'Osroène, a été le cœur de la chrétienté de langue araméenne. La première trace de chrétiens à Édesse date de 200. Il semble aussi que l'évangélisation de la Mésopotamie soit partie de cette ville. En Iran, le christianisme se développe sous le règne de l'empereur Shapour Ier au milieu du IIIe siècle, en raison de la déportation en Perse de prisonniers chrétiens d'origine grecque ou araméenne. Toutes ces communautés dépendent du patriarcat d'Antioche. À partir de la fin du IIIe siècle, le christianisme se propage le long du golfe arabo-persique. Quand Constantin se convertit, au début du IVe siècle, les chrétiens d'Orient forment une communauté nombreuse et organisée. Au milieu du VIe siècle, on mentionne l'existence de chrétiens à Ceylan et un évêché dans le Kerala actuel.
Les chrétiens de Mésopotamie se trouvent vite dans une situation délicate. Les affrontements entre les Parthes puis les Perses avec l'Empire romain puis byzantin les coupent souvent du patriarcat d'Antioche. Quand en 391-392, le christianisme devient la religion officielle de l'Empire, l'empereur est considéré comme le protecteur de tous les chrétiens. Les chrétiens vivant dans l'Empire perse sont considérés comme des traîtres potentiels. La répression et les persécutions sont donc très importantes. Ceci explique pourquoi se développe dans cette région, une Église autocéphale qui ne reconnaît aucune autorité extérieure, l'Église de l'Orient, appelée parfois Église nestorienne. Le plus ancien synode de cette Église date de 410. L'évêque de Séleucie-Ctésiphon, capitale de l'empire sassanide, est le catholicos-patriarche de l'Église de l'Orient. Il n'a aucune autorité au-dessus de lui. Le credo est le même que celui de Nicée en 325. La séparation ne se fait donc pas sur des bases religieuses mais sur des considérations liées à la situation géopolitique du Moyen-Orient.
En ce qui concerne, l'Égypte, on sait qu'il y a eu des chrétiens dès le Ier siècle. La tradition chrétienne en fait même une des provinces les plus christianisées à l’avènement de l'empereur Constantin. La christianisation de l'Éthiopie est mieux connue. Au IVe siècle, deux marchands romains font naufrage en revenant d'Inde. Ils commencent à évangéliser l'Éthiopie. Au milieu du IVe siècle, le roi est christianisé. La Bible est traduite en guèze. L'Éthiopie est le premier pays africain évangélisé, confirmant ainsi la vocation universelle et non attachée à une race ou une civilisation du christianisme. L'Église éthiopienne est rattachée au patriarcat d'Alexandrie mais, étant donné son isolement, elle bénéficie d'une grande autonomie. Elle développe ses propres rites tout en conservant la même doctrine.

### Les disputes théologiques

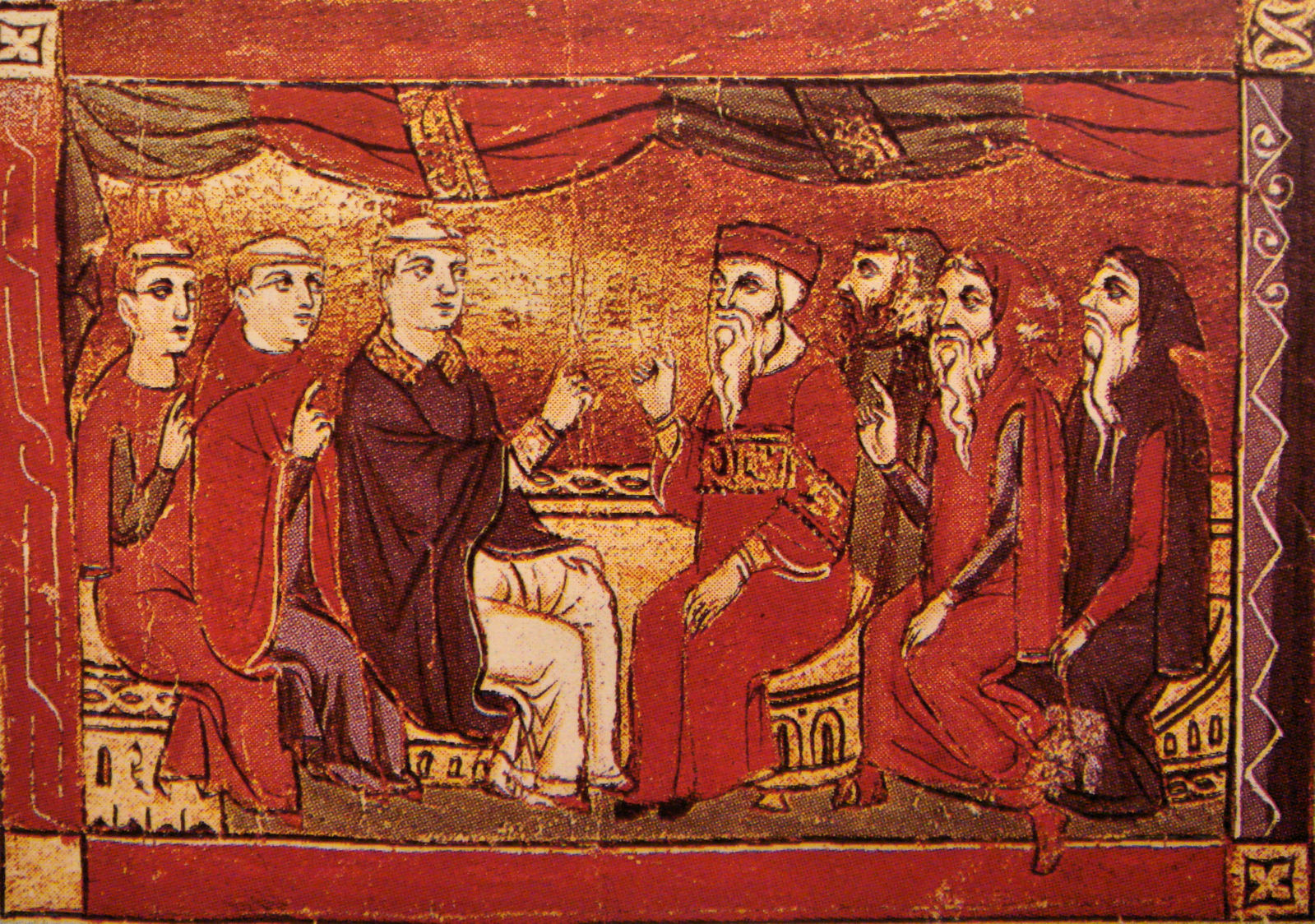
Disputatio entre catholiques latins et chrétiens orientaux (1290).

Les disputations théologiques de l'Antiquité tardive sont essentiellement des querelles christologiques. Elles portent sur la manière de considérer la ou les natures du Christ. À Antioche, les penseurs chrétiens, avec à leur tête Théodore de Mopsueste défendent l'idée qu'il existe deux natures parfaitement distinctes dans le Christ. Ces thèses sont reprises par le patriarche de Constantinople Nestorius. Le Christ est constitué de deux natures séparées, une nature humaine et une nature divine. Pour Nestorius, Marie est uniquement la mère du Christ homme (christotokos) et non pas celle de Dieu (theotokos). À Alexandrie par contre, est défendue l'idée de l'union parfaite de l'homme et de Dieu dans la personne du Christ.
Le concile d'Éphèse, dominé par la forte personnalité du patriarche Cyrille d'Alexandrie, aboutit en 431 à la condamnation des thèses de Nestorius. L'École théologique d'Antioche perd rapidement de son importance, et les partisans de Nestorius se réfugient dans l'Empire perse. L'Église de l'Orient se détache de celle d'Antioche et adopte une profession de foi inverse de l'arianisme et de l'unitarisme ; la séparation religieuse se calque sur la séparation politique entre les deux empires.

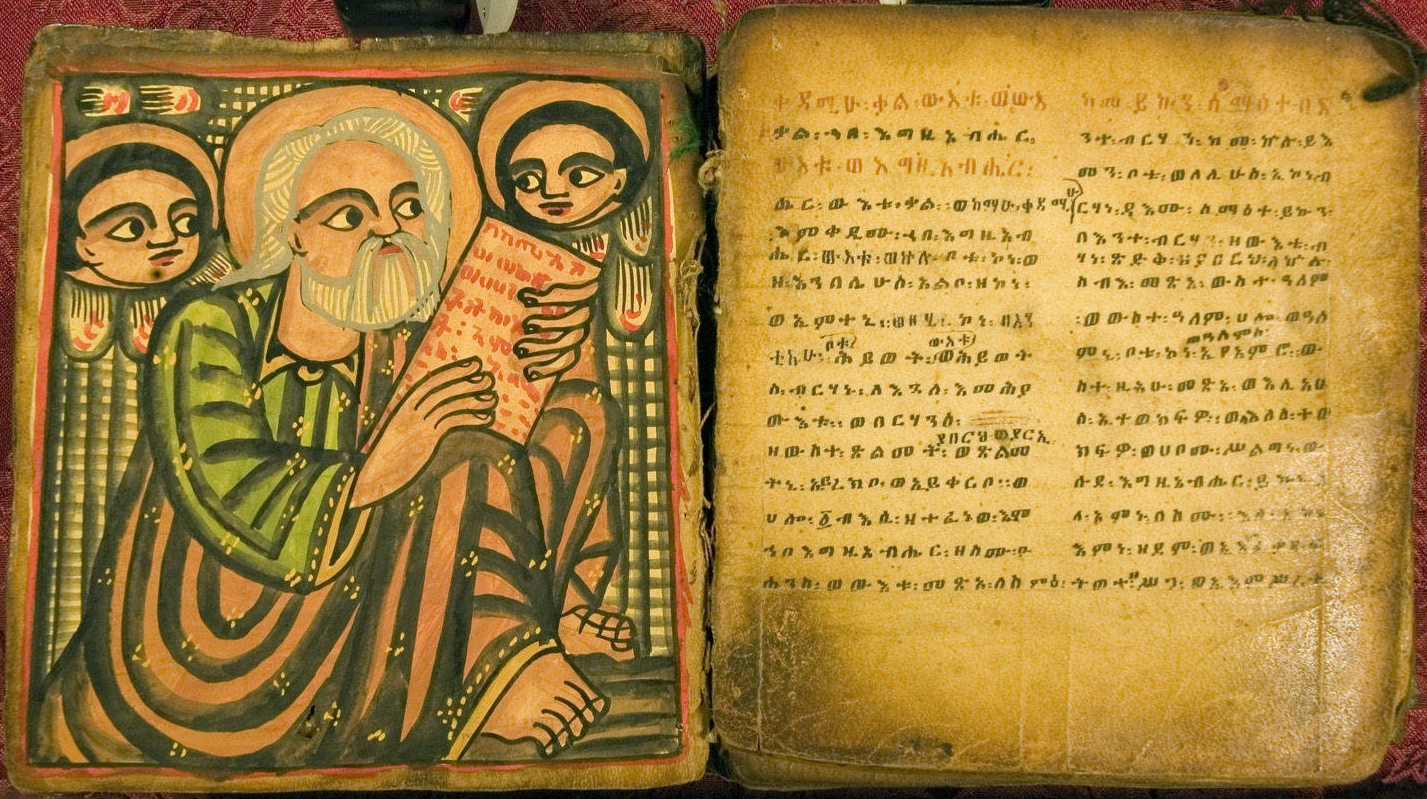
La Trinité, manuscrit éthiopien des.

Le concile d'Éphèse ne met pas fin aux disputes entre les chrétiens. Les unitariens ne reconnaissent qu'une seule nature au Christ, la nature divine tellement supérieure à la nature humaine qu'elle l'a engloutie. Un nouveau concile œcuménique est convoqué en 451 à Chalcédoine. Celui-ci finit par expliquer que le Christ est à la fois pleinement homme et Dieu. L'unitarisme est condamné. Si cette déclaration satisfait l'Occident, elle suscite beaucoup d'opposition et d'agitation en Orient. En Syrie romaine, l'opposition au concile de Chalcédoine est menée par le patriarche Sévère d'Antioche et l'évêque Philoxère de Mabboug. Au VIe siècle, l'impératrice Théodora soutient les unitariens. Elle fait nommer deux évêques monophysites dont Jacques Baradée, qui occupe le siège d'Édesse de 542 à 578.
- Expansion du christianisme en 325.
- Expansion du christianisme en
 600.

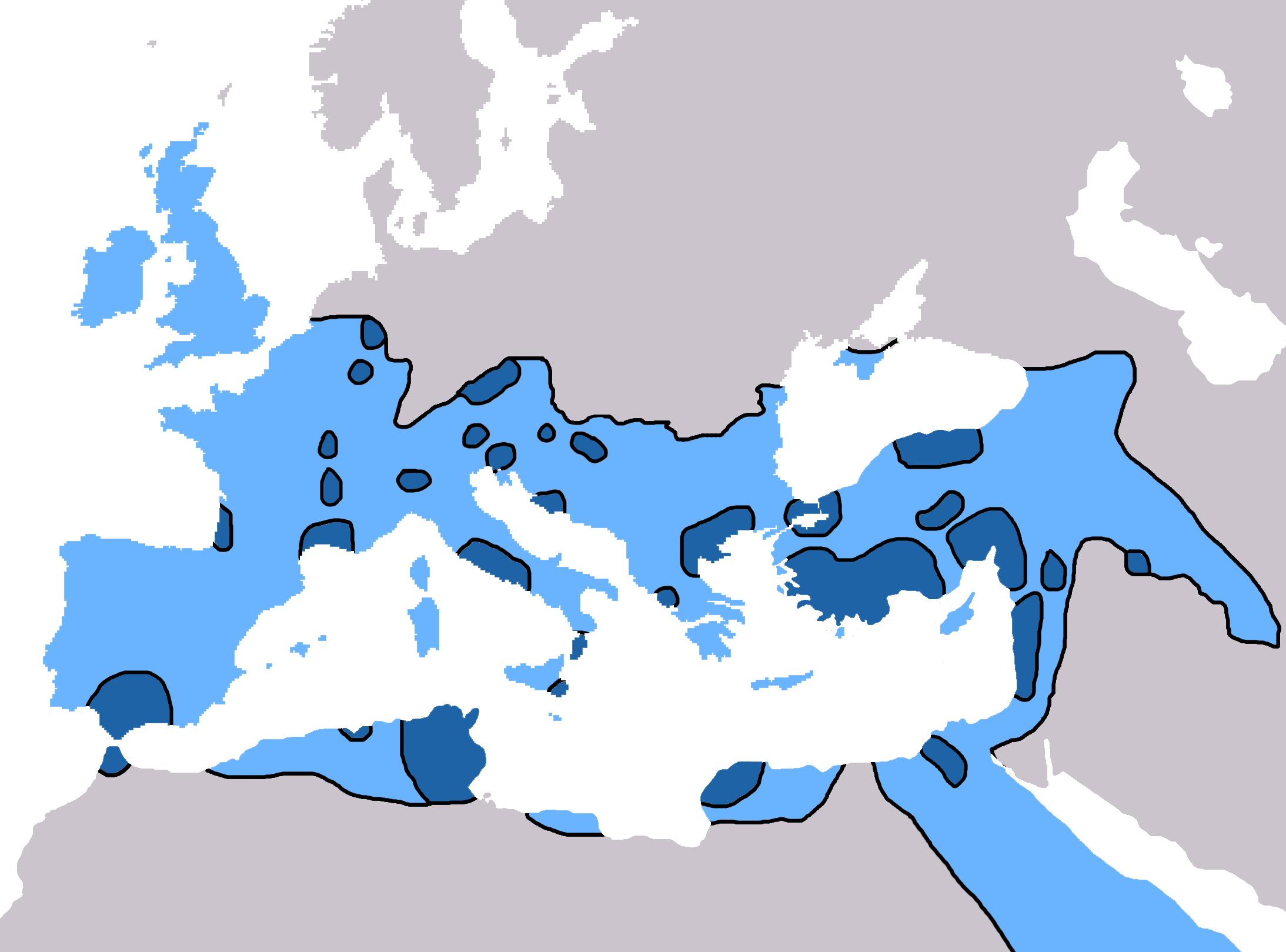
Expansion du christianisme en 325.
Expansion du christianisme en
600.

Il parcourt l'Asie mineure et la Syrie, ordonnant prêtres, diacres, évêques, et constituant ainsi une hiérarchie parallèle qui donne naissance à l'Église syriaque orthodoxe ou « Église jacobite ». Les villes étant fidèles à la théologie officielle de l'Empire byzantin, alors que l'Église syro-jacobite se développe dans les campagnes de la Syrie intérieure et trouve refuge dans les couvents. Ce n'est qu'au VIIe siècle, avec l'invasion arabe, que cette Église peut se développer.
La majorité de la population égyptienne, sauf à Alexandrie, passe à l'unitarisme. Cette adhésion est aussi la marque d'une certaine forme de rejet du pouvoir byzantin. Deux patriarches émergent à Alexandrie : le patriarche de l'Église copte (unitarienne) et celui de l'Église grecque orthodoxe (chalcédonienne). L'Église d'Arménie finit aussi par rejeter les décisions du concile de Chalcédoine.
L'Église maronite est aussi née des querelles théologiques. Les maronites étaient à l'origine un groupe de pression et d'influence organisé autour du monastère de Mac Haron dans la région de Hama et d'Apamée. Ils soutiennent les décisions du concile de Chalcédoine. Le monastère de Mar Maroun, dans son désir de concilier chalcédoniens et anti-chalcédoniens, se fait le partisan du monothélisme. Mais cette théorie est condamnée en 681. Le parti maronite se retrouve donc dans l'opposition. Vers la fin du VIIIe siècle, les moines de Mac Haron élisent leur propre patriarche, officialisant ainsi la rupture avec le monde byzantin.

### Conquête arabo-musulmane

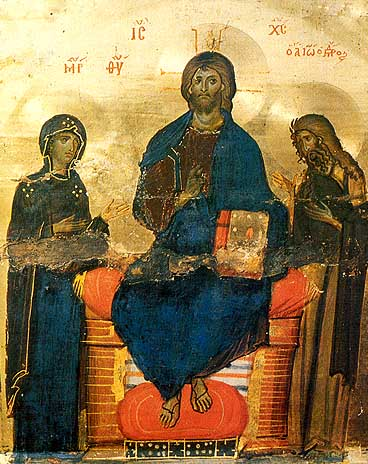
Icône de la déisis (Monastère Sainte-Catherine du Sinaï).

Aux VIIe et VIIIe siècles, la plupart des chrétiens d'Orient passent sous domination musulmane. Cela ne change rien pour ceux de l'Église de l'Orient (Mésopotamie, Perse, Malabar, Chine de la Dynastie Tang), habitués à composer avec un pouvoir non chrétien. Ils restent majoritaires dans la région jusqu'à la fin du Moyen Âge. Pour la plupart des Églises orientales, la domination musulmane apporte plus de liberté et une amélioration de leur condition. En Syrie, les chrétiens de l'Église syro-jacobite, plus libres d'organiser leur religion que sous le pouvoir byzantin, déplacent leur patriarcat à Bagdad pour être plus proches du calife abbasside. Les patriarches mettent ainsi en place un dialogue avec les autorités, qui dure même sous l'Empire ottoman. Seuls les Melkites, restés fidèles aux rites grecs, sont mécontents de la conquête musulmane. Les chrétiens ont le statut de dhimmis et au cours de l'histoire de la domination islamique, ils subissent parfois des persécutions. Malgré l'augmentation des conversions à l'islam, il y a peu ou pas de conversion forcée durant les premiers siècles de la domination islamique,. Quant à la pression fiscale, elle n'était pas plus forte que sous la domination romaine. En Égypte, les conversions entraînent le développement de l'arabe comme langue vernaculaire aux dépens du copte. Les monastères et les écoles coptes dépérissent. L'Arménie, qui occupe une position marginale par rapport à l'Empire, subit peu de pressions. Après la conquête seldjoukide en 1064, une partie des Arméniens quitte le haut-plateau arménien pour la Cilicie, où est fondée la principauté de Petite-Arménie en 1080.

### Croisades

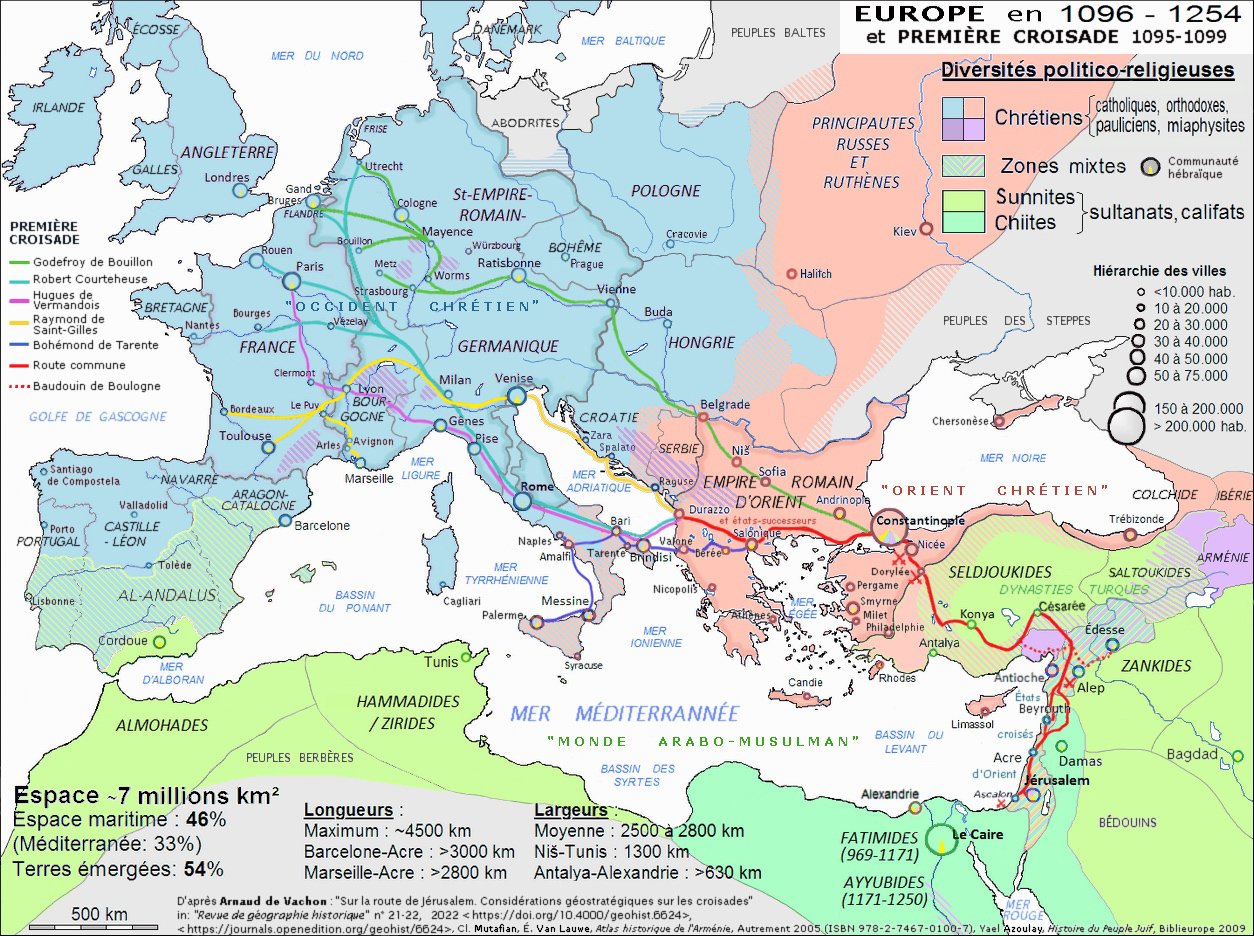
Routes de la Ire croisade.

C'est pour porter secours aux chrétiens d'Orient malmenés par les Turcs Seldjoukides que le pape Urbain II prêche la croisade à l'issue du concile de Clermont. L'idée de « délivrer » Jérusalem n'est venue vraisemblablement qu'après. Lors de la première croisade, les populations chrétiennes aident les croisés. Les chrétiens Libanais et Syriens indiquent la route la plus sûre aux chevaliers latins. Ils les aident lors du siège de Tripoli. Pour éviter les collusions, les musulmans les expulsent de certaines cités. Lorsque les États latins d'Orient sont fondés, chrétiens d'Orient et latins cohabitent sans trop de difficultés. Dans les villes, les chrétiens d'Orient exercent des activités diverses. À la campagne, la condition des paysans chrétiens ne change pas. Certains orientaux ont parfois atteint des niveaux supérieurs dans la société franque. On peut noter des chevaliers d'origine arménienne ou syrienne. Les mariages entre latins et orientaux ne sont pas rares. C'est le cas de Baudouin de Boulogne, premier comte franc d'Édesse qui épouse une princesse arménienne, de même que son fils. Les « barons de la montagne » arméniens parviennent même à se faire reconnaître un statut royal par le pape en 1198. Dans les montagnes libanaises, les seigneurs maronites restent indépendants et servent d'auxiliaires aux troupes franques.
Pour les Églises orientales, la domination franque paraît comme un moment plutôt favorable. Ils peuvent restaurer ou reconstruire leurs églises. Les Latins admirent leur piété. Les problèmes se posent surtout entre Grecs et Latins. Les tensions entre les deux Églises sont grandes depuis le schisme de 1054, même si celui-ci ne parait pas encore définitif. Lorsque Bohémond de Tarente s'empare pour son propre compte d'Antioche, le patriarche de la ville part pour Constantinople. Les deux Églises étant encore considérées comme une seule, lorsque les Francs se dotent d'un patriarche, il n'y a pas de place pour les Grecs. Autour des lieux saints, les tensions sont fréquentes entre les différentes communautés.
La domination latine sur le Proche-Orient est l'occasion de rapprocher les Églises. Les chrétiens maronites, ont toujours été en communion avec le pape, et ceux depuis le grand schisme de 1054. En 1179, le patriarche jacobite d'Antioche écrit une réfutation de la doctrine cathare à la demande de son homologue latin et à l'intention du concile du Latran. En 1198, un concordat avec le royaume arménien est conclu.
La reconquête turque met fin à cette période favorable. En 1144, lors de la prise d'Édesse par Zengi, celui-ci fait preuve de bienveillance en échange de la soumission des chrétiens. Saladin obtient la capitulation de Jérusalem en 1187. Il offre aux chrétiens orientaux de rester ses sujets et de conserver leurs biens. L'hostilité des musulmans à l'égard des chrétiens augmente de nouveau au milieu du XIIIe siècle avec l'arrivée des Mongols. Lorsque ceux-ci prennent Bagdad en 1258, ils massacrent la population en épargnant les chrétiens. En 1256, les Mamelouks, qui ont pris le pouvoir en Égypte, massacrent ou réduisent en esclavage la population chrétienne de Qara, soupçonnée d'aider les Francs. Au fur et à mesure que les places franques tombent, la population chrétienne évacue les villes. Une grande partie se réfugie dans l'île de Chypre.

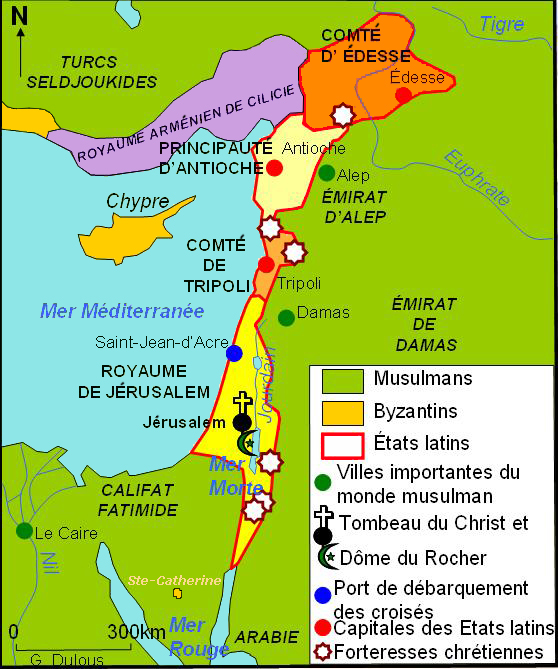
Les États latins d'Orient au XIIe siècle.
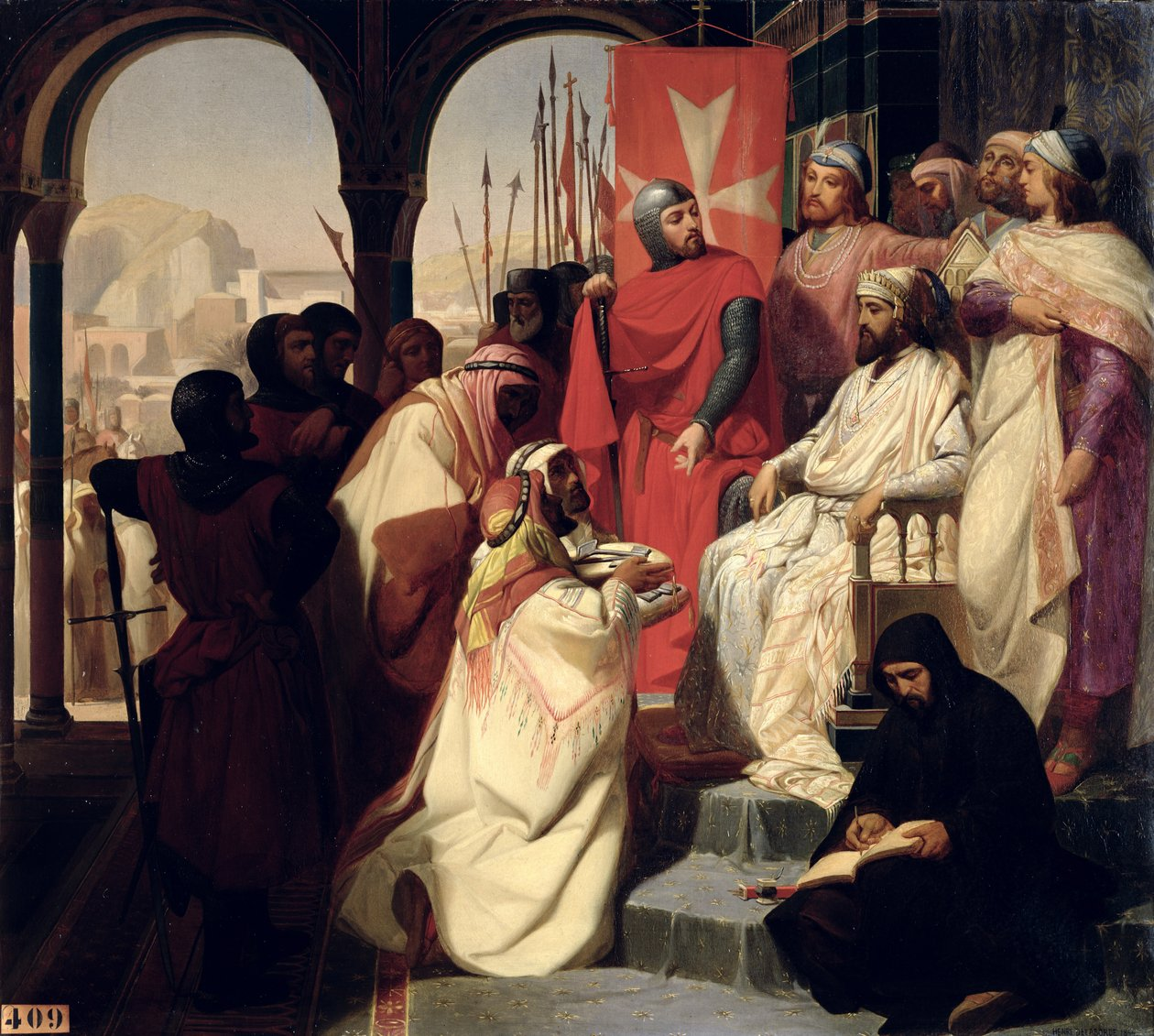
Henri Delaborde, Les chevaliers de Saint-Jean restaurant la religion en Arménie en 1347, Musée de l'Histoire de France (Versailles) (1845). Au Concile de Sis, le roi Constantin V accepte de se rallier à la foi romaine.

### Période ottomane
Les chrétiens dans l'Empire ottoman connaissent des situations diverses. Le sultan tolère les différentes religions, mais les adeptes sont soumis à un régime spécial : la dhimma. Cette condition de dhimmis définit les chrétiens comme des citoyens de seconde zone redevables d’un impôt de capitation (djizîa), dont doivent s’acquitter tous les non-musulmans, juifs et chrétiens, en échange de quoi ils étaient assurés de la protection du pouvoir.

#### Les chrétiens de Turquie, derniers Ottomans non musulmans
Le titre fait référence à la dénomination des sujets chrétiens dans l'empire ottoman du XIXe siècle ; seuls les musulmans avaient le droit d'être appelés « Turcs » ; les non musulmans étaient simplement “Ottomans”.
C'est pourtant en Turquie actuelle que se sont déroulés les premiers conciles chrétiens, Nicée, Constantinople, Éphèse, Chalcédoine. L'empire byzantin, successeur de L'Empire romain détruit par les Barbares dès le Ve siècle, se maintiendra jusqu’en 1453. L'Empire ottoman, par la suite, adopte une classification hiérarchique de ses sujets, d'abord les musulmans puis les non musulmans (chrétiens, juifs) qui verront leur communauté religieuse (millet) régie par leurs autorités ecclésiastiques autorisées à légiférer en matière religieuse et civile. À partir de 1839 le Hatt-i Sherif de Gülhane promulgué dans le cadre des réformes visant à moderniser l'Empire Ottoman (ère des Tanzimat), garantie l'égalité de tous les sujets Ottomans quelle que soit leur confession. Beaucoup de chrétiens tiennent alors des positions clef dans l'Empire, ils sont ambassadeurs, drogmans, banquiers, photographe, peintres, compositeur. En 1900, un habitant sur quatre de l'Empire ottoman était chrétien. À partir de 1880, dans le contexte tendu de la défaite ottomane face à la Russie en 1878 et de l'expulsion des musulmans des territoires perdus par l'Empire Ottoman, des tensions éclatent entre musulmans et chrétiens. Le coup d'état de 1908 et la prise de pouvoir des Jeunes-Turcs et surtout du Comité Union et Progrès qui prône une idéologie raciale basée sur la supériorité des Turcs sur le reste des sujets ottomans va conduire à l'extermination des Arméniens (1,2 million), des Grecs (0,5 million), des Libanais (200 000) et des syriaques, assyriens, chaldéens (plusieurs centaines de milliers) est programmé. Aujourd'hui la Turquie ne compte plus que 60 000 Arméniens, 2 000 Grecs, 10 000 Syriaques. En tout à peine 100 000 chrétiens, dont 20 000 Latins ; soit 0,2 % de la population contre 98 % de musulmans pour 72 millions d'habitants.

#### La «protection» des chrétiens orientaux et les puissances européennes

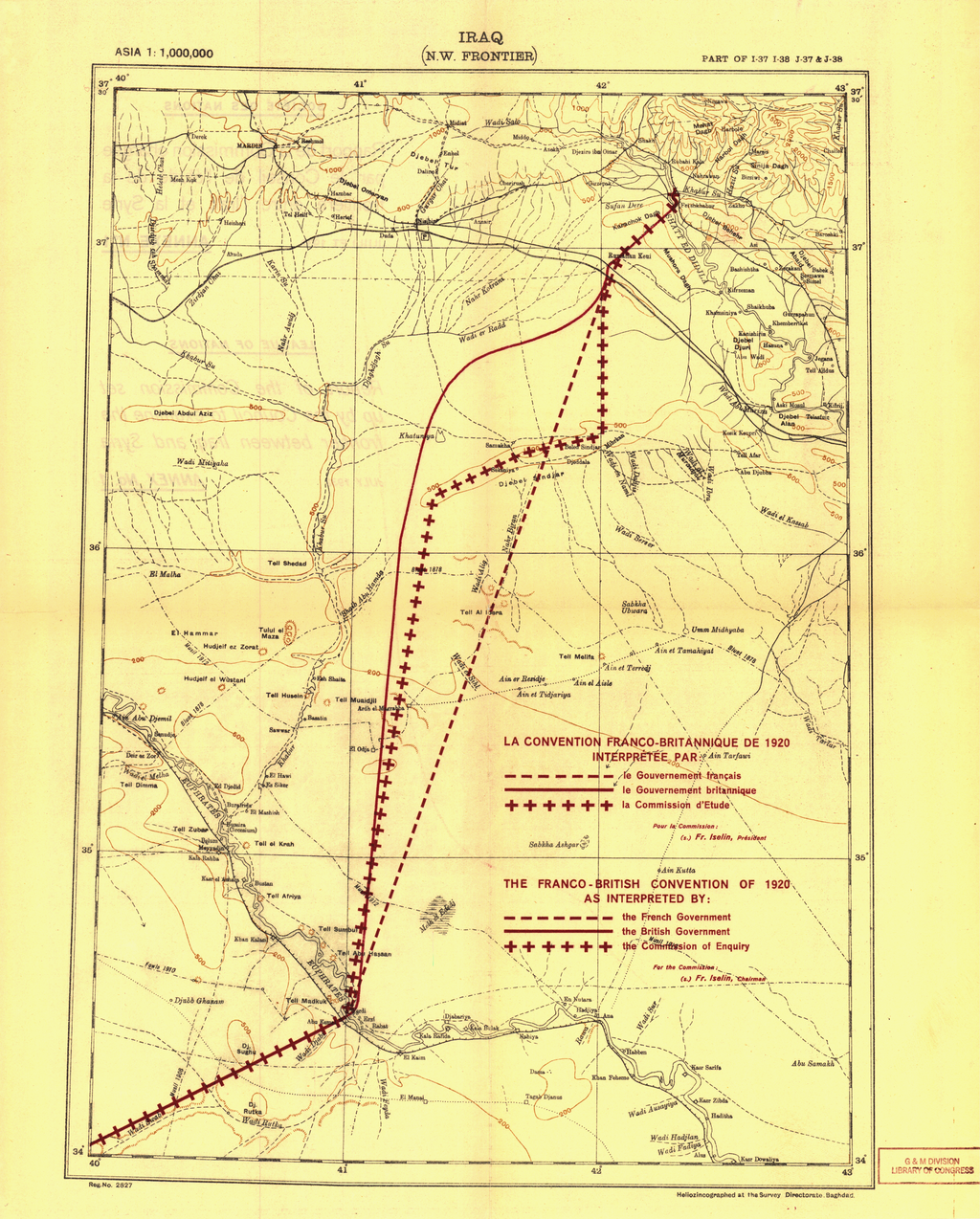
Carte indiquant la limite entre les territoires britannique et français (1932).

Il faut rappeler le rôle joué par les puissances européennes dans la protection des minorités chrétiennes de l'Empire ottoman et de l'Empire perse. Les premières « capitulations » entre la France et la Sublime Porte remonte à 1535, avec un traité d'alliance entre les deux États, qui accordait des privilèges à la première dans l'étendue du territoire du second. Le roi de France se voyait reconnaître le droit de protection sur les étrangers de l'empire (musta'min) et, à partir de 1604, sur les religieux étrangers catholiques. Les sujets chrétiens du Grand Seigneur (dhimmî) étaient par contre exclus de cette protection. Une interprétation abusive de ces « capitations » dans les siècles suivants permit de prendre sous la protection des consuls de France et de l'ambassadeur de France à Constantinople quelques chrétiens porteurs d'une patente de la Porte en tant que « drogman » au service des « Francs », et le clergé uni, considéré comme appartenant à la « religion des Francs ».
La première mention officielle de la protection d'une puissance chrétienne sur des sujets chrétiens du sultan se trouve dans le traité de paix de Kutchuk-Kaïnardji (1774), qui reconnaît un droit de protection de la Russie sur les orthodoxes de l'Empire ottoman. Mais c'est au siècle suivant, et surtout à partir de 1840, dans le contexte de la compétition entre les puissances pour le démantèlement de l'Empire ottoman et pour la prise de possession des Lieux saints de la Palestine que le thème de la « protection » est devenu central. Il devint alors un prétexte pour intervenir dans les affaires ottomanes internes.
L'exigence de droit particuliers et d'un statut pour les Arméniens à la conférence de Berlin (1878) fut considérée comme une menace russe par les autorités et l'opinion publique ottomanes, et contribua à la montée d'un sentiment nationaliste turc à base ethnique et religieuse, qui débouchera sur les violences anti-chrétiennes de 1895 et 1909, puis sur le génocide de 1915. Les massacres de chrétiens au Liban et à Damas en 1860 vont faire de la France, qui envoie alors un corps expéditionnaire, le principal recours pour les catholiques ottomans. Les répercussions de ces violences sur l'opinion publique catholique en France donnèrent vie à l'œuvre de secours aux chrétiens d'Orient, encore importante aujourd'hui, sous le nom de L'Œuvre d'Orient. À partir de 1860, les écoles catholiques et l'enseignement en français se développèrent dans l'Empire, avec d'importants subsides de l'État français, dans un contexte de vive concurrence avec les écoles protestantes américaines et orthodoxes russes,,.

Mandat français sur la Syrie et le Liban (1920-1943).

Une véritable clientèle francophone et francophile se constitua alors sous la bannière de la « mission civilisatrice de la France ». Le couronnement de cette politique fut atteint à la fin de la Première Guerre mondiale, avec la création d'un Liban indépendant, et l'attribution à la France d'un Mandat de la Société des Nations sur le Liban et la Syrie. C'est à cette époque que la protection de la France sur les chrétiens orientaux fut mythifiée. On fit remonter le lien des maronites avec la France au moins au temps des croisades. Une lettre de saint Louis datée de 1250, mais apparue pour la première fois en 1844, donc visiblement apocryphe, fut insérée à cette époque, en tant qu'original arabe, dans les archives du patriarcat maronite au Liban,.

### XXesiècle
En 1908, les chrétiens s'enthousiasment pour la révolution « jeune-turque ». Mais le nouveau régime professe vite un nationalisme ethnique turc fondé sur l'appartenance à l'islam. Dès 1909, les chrétiens sont victimes d'un premier massacre à Adana. La Première Guerre mondiale accélère le processus des massacres. En 1915 débute le génocide arménien. La même année, les communautés syriaques de Haute-Mésopotamie sont massacrées. La famine s'installe au Liban. Les Chaldéens de la frontière perse sont éliminés.
Cette situation ne doit pas faire oublier le dynamisme des communautés d'Orient. Les chrétiens libanais jouent un rôle important dans la fondation du Liban en 1920, alors que la région était sous mandat français. Lors du concile de Vatican II, les catholiques orientaux jouent un rôle important dans le dialogue avec les orthodoxes et l'islam. En 1974, les chrétiens orientaux créent le Conseil des Églises du Moyen-Orient (CEMO). Il réunit les Églises orthodoxes chalcédoniennes, les Églises coptes, arméniennes et syriennes et les Églises protestantes qui se sont développées en Orient à partir du XIXe siècle. En 1990, les catholiques d'Orient rejoignent le CEMO. Pour la première fois de leur histoire, les Églises d'Orient parlent d'une même voix.

### XXIesiècle

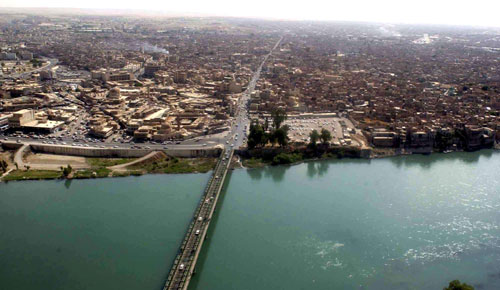
Le Tigre qui coule à travers Mossoul en Irak.

En 2014, la conquête d'une partie de l'Irak par l'État islamique conduit à une épuration de plusieurs villes habitées par des chrétiens depuis plus de 1 800 ans : ils ont le choix entre la conversion obligée et l'exil, étant rançonnés au passage. À Mossoul, le tombeau du prophète Jonas est détruit par les islamistes.
Un million de chrétiens vivaient en Irak en 2000, ils ne sont plus que deux à trois cent mille en 2015. La plupart d’entre eux ont fui Bagdad pour se réfugier à Mossoul et dans ses environs au début des années 2010. Depuis l'offensive de Daech (surnom de l'État islamique), en juin 2014, les chrétiens ont quitté en masse Mossoul et ses environs pour se réfugier au Kurdistan.
En ce XXIe siècle, l'inégalité dure toujours si l'on prend l'exemple de la situation des édifices religieux dans différents pays ; L'Arabie Saoudite, le Qatar, le Yémen interdisent la construction d'église. Les chrétiens ne sont pas considérés comme citoyens au Koweït, dans les États du Golfe, en Oman. En Égypte, Syrie, Irak, Jordanie, Turquie, Iran, leur présence est légale, mais tout prosélytisme envers les musulmans est interdit ; selon les pays, il est plus ou moins difficile d'obtenir le droit de bâtir de nouvelles églises. En Palestine, 2 % de chrétiens sur 4 millions d'habitants tentent de survivre ; à Gaza, la propagande islamiste du Hamas rend très difficile leur situation.

« Les chrétiens, tout comme les Syriens d'autres confessions, ont payé un lourd tribut même s'ils ont, la plupart du temps, été des cibles collatérales dans une guerre qui ne les concernait pas »

— Samir Nassar, archevêque maronite de Damas

## Spécificités des chrétiens d'Orient
Les principales différences entre les chrétiens d'Orient et ceux de rite latin tiennent aux rites et à la langue liturgiques. Les chrétiens d'Orient syriaques utilisent l'araméen et la traduction syriaque de la Bible, la Peshitta. L'araméen fait encore aujourd'hui l'unité des Églises syriaques malgré les différences institutionnelles. En Égypte, c'est la dernière langue de l'Égypte pharaonique, le copte, qui est la langue liturgique, alors qu'en Éthiopie, c'est le guèze, et en Arménie, une forme classique d'arménien, le grabar. Le déroulement des cérémonies diffère légèrement d'une Église à l'autre. Les Églises des deux conciles ont le rituel le plus ancien. Il est très proche du rituel juif.
Le rôle des images est également moins important que dans le monde grec, sauf chez les melkites, marqués par la culture grecque. Les chrétiens d'Orient ne représentent jamais le Christ en croix mais seulement la croix nue, à de rares exceptions. Le Christ n'est figuré que Pantocrator, c'est-à-dire « tout-puissant ». Les chrétiens d'Orient ont inventé le monachisme, qui prend parfois des formes extrêmes comme l'érémitisme inventé en Égypte par saint Antoine. En Syrie, le monachisme existe dès le IVe siècle. On y trouve des Stylites, c'est-à-dire des moines perchés sur une colonne dont ils ne descendent jamais, comme Siméon le Stylite, des reclus murés dans une tour, des errants.

## Situation par pays

### Syrie

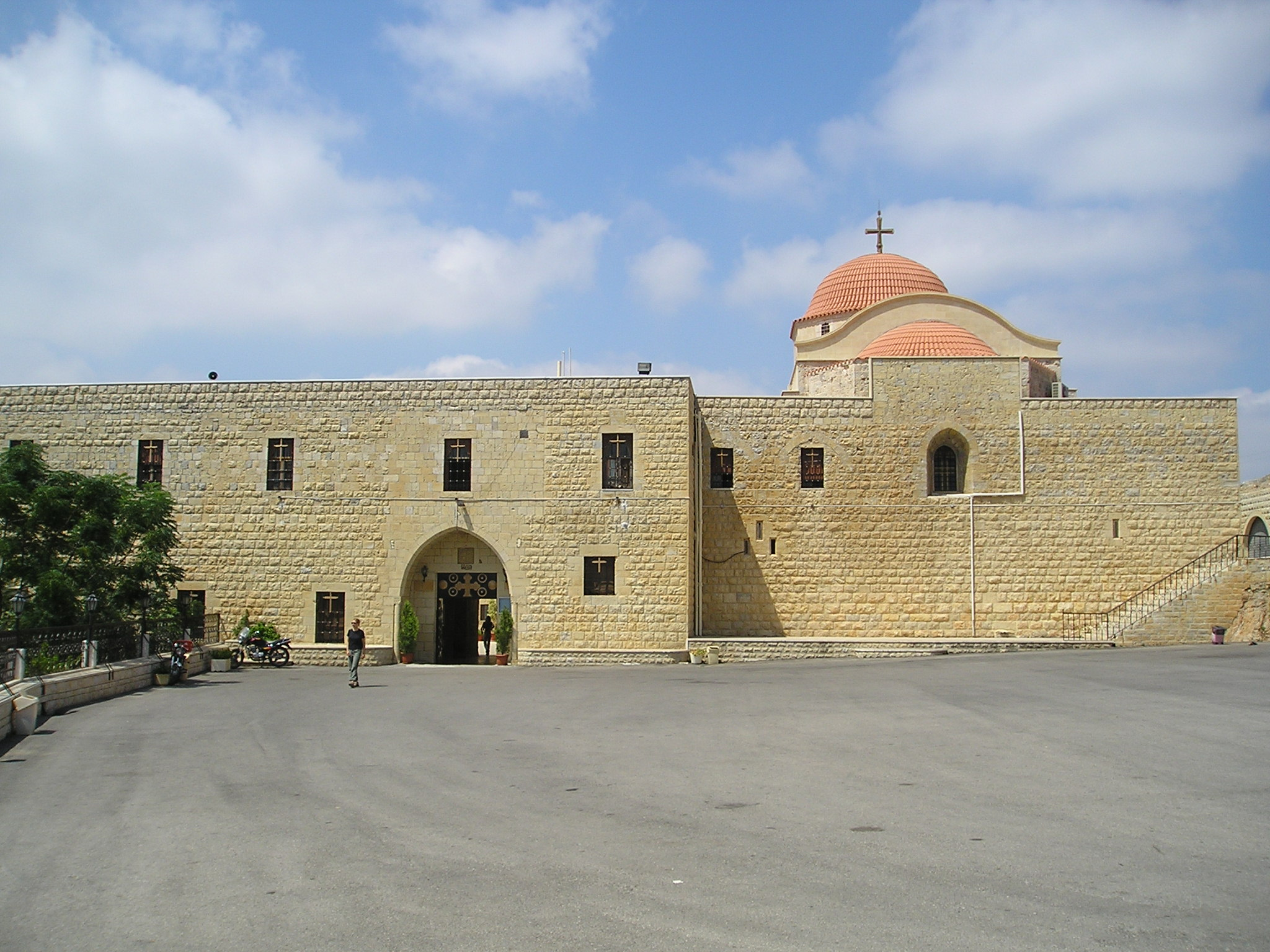
Monastère (grec) orthodoxe Saint-Georges dans la Vallée des Chrétiens en Syrie.

La communauté chrétienne syrienne a représenté au début du XXe siècle 11,3 % de la population totale de la Syrie qui s’élevait alors à 1 120 792 habitants, soit 127 146 chrétiens de différentes Églises. En ce début du XXIe siècle, elle serait réduite à 7 ou 8 % d'une population syrienne totale s'élevant à 22 millions d'habitants, soit environ 1 600 000 personnes. En pourcentage, le poids démographique des Syriens chrétiens est bien inférieur à la proportion de chrétiens au Liban. En effet, bien que le poids de ces derniers ait été autrefois supérieur à 50 % de la population totale du Liban lors de l'accession du pays à l'indépendance en 1943, leur poids démographique est aujourd'hui réduit à une proportion de 35 % à 40 % de la population libanaise totale résidente (hors réfugiés syriens) d'environ 4 millions d'habitants, soit environ 1,5 million de personnes. En nombre absolu, les deux communautés chrétiennes de Syrie et du Liban sont donc du même ordre de grandeur.
Province de l'Empire romain, la Syrie fut avec la Palestine et l'Égypte parmi les premières régions du Levant à se convertir au christianisme. C'est en cheminant vers Damas que Paul de Tarse, citoyen romain et juif, reçut la vision du Christ et se convertit. C'est en Syrie que diverses Églises chrétiennes se formèrent mais furent malheureusement longtemps déchirées par des querelles théologiques compliquées et passionnelles, notamment vis-à-vis de la doctrine de l'Église byzantine, devenue Église dominante, une fois la Syrie passée sous le contrôle de l'Empire romain d'Orient au IVe siècle. Ces longues querelles christologiques sur la nature du Christ épuisèrent les différentes Églises de Syrie devenues non seulement antagonistes, mais objet de l'hostilité de l'Église byzantine. Cela facilita grandement la conquête arabe de la Syrie qui ne rencontra pratiquement pas d'opposition, beaucoup de grandes tribus arabes étant d'origine syrienne. Damas devint en 661 la capitale du premier empire arabe, celui des Omeyyades. La grande cathédrale byzantine de cette nouvelle capitale fut alors partagée avec les musulmans qui vinrent y prier aux côtés des chrétiens. Ces derniers ont d'ailleurs participé pleinement à l'administration de l'empire, les plus illustres d'entre eux furent saint Jean Damascène et son père Serge Sarjoun.

#### Patrimoine religieux

Carte avec les sept villes de Syrie dans lesquels se trouve une cathédrale catholique. juin 2019.

L'histoire de la Syrie est donc intimement mêlée à celle du christianisme des premiers siècles. Si au fil des siècles le nombre de chrétiens a diminué, comme dans l'ensemble du Levant, le patrimoine religieux du christianisme a été maintenu, ainsi qu'au Liban, en Palestine ou en Égypte et en Irak. Les Syriens chrétiens sont restés totalement intégrés à la société syrienne et ont participé de plain-pied à la lutte pour l'indépendance du pays à l'issue de la Seconde Guerre mondiale.

#### Affrontement international
La révolution syrienne initiée en 2011 dans le contexte du Printemps arabe contre le régime d'Assad, s'est muée en affrontement international. L'armée de Bachar el-Assad se serait déjà effondrée sans l’appui technique de la Russie et le transfert incessant de militaires iraniens, de miliciens du Hezbollah venus du Liban et de formations populaires chiites venues d'Irak. Moscou a annoncé son intention de protéger les citoyens orthodoxes de Syrie, reprenant ainsi la mission que s'était confiée Catherine II à la fin du XVIIIe siècle au nom des « Capitulations ». Conserver la base navale de Tartous fait aussi partie des préoccupations russes. Téhéran, en aidant le clan alaouite au pouvoir, s'oppose à l'Arabie saoudite, à la Turquie et au Qatar qui soutiennent les Syriens sunnites. En Irak aussi, le pays se fragmente et s’installe dans des zones réservées au nord aux Kurdes, au sud aux chiites et dans la partie occidentale conquise provisoirement par l'État islamique aux sunnites.
Pendant la guerre civile syrienne, le régime de Bachar el-Assad tente de se présenter comme un protecteur des chrétiens d'Orient contre les djihadistes,. Le journaliste Henri Tincq, spécialiste des religions, qualifie cette position d'« imposture ». Les chrétiens restent plutôt en retrait lors du conflit, certains rallient l'opposition — comme Georges Sabra — et d'autres le régime, mais la plupart ne soutiennent aucun des deux camps.

### Irak

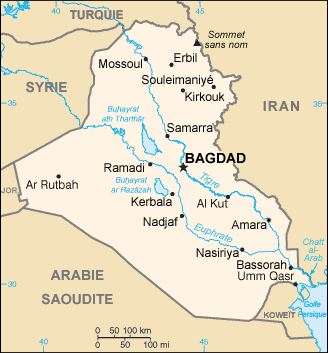
Géographie de l'Irak.

Dans un pays comme l'Irak, les nombreux changements de régimes, tous autoritaires depuis la chute de la monarchie en 1958, n'ont pas permis aux communautés chrétiennes de bénéficier, comme d'ailleurs d'autres communautés religieuses ou ethniques, d'un État de droit. Si, jusqu'alors, les chrétiens étaient parfois spoliés dans leurs biens et limités dans leurs droits, le pays n'avait pas connu des mesures aussi violentes que celles appliquées par Daech en juillet 2014 et qui allaient expulser une composante de la population d'une grande ville comme Mossoul du fait qu'elle était chrétienne ; l'ONU a reconnu, en août 2014, l'événement comme une atteinte aux droits de l'humanité et décidé d'une intervention militaire.

#### Chrétiens d'Irak de 1921 à 2003
L'Irak, comme la Syrie, est un pays diversifié, ethniquement (Arabes, Assyro-Chaldéens, Kurdes, Persans, Turkmènes) et confessionnellement (Chiites, Sunnites, Chrétiens, Yézidis, Mandéens). Les Chrétiens font remonter leur Église locale au premier siècle. En fait, il est possible que des missionnaires judéo-chrétiens soient venus en Mésopotamie au cours de la deuxième partie du deuxième siècle.
L'Irak, en 1945, compte 2 millions de chiites, 1,3 million de sunnites, 100 000 chrétiens, 100 000 juifs, 30 000 yésidis, 12 000 shabaks et 3 000 mandéens ; parmi les minorités ethniques, 800 000 Kurdes, 80 000 Persans, 75 000 Turcomans. La révolution du 14 juillet 1958 et l'arrivée au pouvoir du général Kasem d'ascendance chiite et kurde, donnent aux chrétiens une raison d'espérer ; un article de la Constitution de 1959 interdit « toute discrimination religieuse ou autre ». En 1961, l'insurrection du Kurdistan entraîne le raidissement du gouvernement ; de 1963 à 1968, la dictature des frères Aref est centrée sur l'hégémonie de la communauté sunnite ; en 1968, le retour du Parti Baas aux affaires marque le refus officiel de la discrimination religieuse ; mais très vite, on voit réapparaître le comportement discriminatoire des musulmans sunnites.
La Constitution de 1970 reconnaît, dans son article 3, « la reconnaissance de la personnalité juridique » aux cinq principales communautés chrétiennes qui peuvent posséder des biens, intenter une action en justice ; l'islam demeurant « religion d'État » (article 4) ; l'article 25 proclame « la liberté religieuse ». L'Irak entrant en guerre avec l'Iran, puis avec le Koweït, entraînant un embargo de la part des occidentaux, le sort des chrétiens va alors empirer, soit au Kurdistan où ils seront accusés de ne pas avoir participé aux multiples affrontements avec le pouvoir de Bagdad, et sous Saddam Hussein ; soit par les chiites qui leur reprocheront d'avoir pactisé avec le régime de Saddam.
Les communautés chrétiennes furent ainsi à l'époque exposées à un certain nombre de mesures contraignantes ; d'abord la nationalisation des écoles confessionnelles puis par deux fois, en 1981 et en 1993, l'obligation de l'enseignement coranique fut imposé à tous les élèves chrétiens.

#### Chrétiens d'Irak depuis 2003

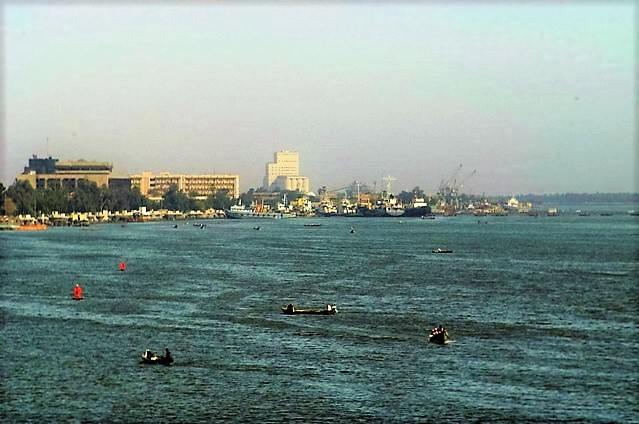
Bassora, « venise du Moyen-Orient ».

Les chrétiens de la capitale et de Bassora, le grand port sur le Golfe arabo-persique, étaient venus du Nord, lors de l'installation de la monarchie (1921-1958), pour bénéficier de la création de zones commerciales et industrielles, même pour servir dans l'administration, scolariser leurs enfants, être hospitalisés dans des structures dépendant de congrégations religieuses, jouir de plus de sécurité lorsque les gouvernements successifs de Bagdad bombardèrent les zones kurdes. Mais à partir de l'invasion américaine de l'Irak en 2003, l'apparente paix interconfessionnelle maintenue par un pouvoir policier n'exista plus et la situation sécuritaire des chrétiens devint précaire. Les chrétiens quittèrent donc Bassorah. Cette ville fut quasiment vidée de sa petite minorité chrétienne dont les magasins étaient constamment pillés et les femmes non voilées agressées. L'évêque chaldéen de Bassorah avait émigré en Australie. Les minorités furent chassées de quartiers devenant mono-ethnique.
Bagdad, en 1990, comptait 4 % d'habitants chrétiens, disposant de 50 églises et couvents. Dans certains quartiers comme Dora, les 3 000 chrétiens devinrent, avant de fuir au Nord ou à l'étranger, la cible de groupes fondamentalistes qui faisaient enlever les croix des églises. Deux prêtres chaldéens de la paroisse Saint-Elie furent enlevés le 19 novembre 2006, torturés puis libérés contre rançon ; le 5 décembre, autre rapt, celui du père Sami al-Rays, recteur du grand séminaire du Patriarcat chaldéen. D'octobre 2006 à avril 2008, 3 prêtres et un pasteur furent assassinés. Le dimanche 31 octobre 2010, la prise d'assaut de la cathédrale syriaque de Bagdad fait 58 morts, dont deux prêtes célébrant la messe. Malgré ces dangers, les pères dominicains irakiens avaient ouvert leur couvent à Bagdad en 1966, où ils installèrent en avril 2008 une « université ouverte » dans le but de participer à la reconstruction du pays ; cette « Académie des sciences humaines de Bagdad » accueille des étudiants chrétiens et musulmans qui partagent, certains pour la première fois, le goût de la recherche, de l'acquisition du savoir et de la réflexion personnelle.

#### Chrétiens chassés de Mossoul et de la plaine de Ninive

Carte de la Mésopotamie avec les frontières des États modernes, l'ancien tracé du littoral du golfe Persique et les sites des grandes cités antiques.

Avant l'offensive américaine, les chrétiens étaient au nombre d'un million ; dix ans plus tard, ils ne sont plus que 300 000 : beaucoup, avaient quitté Bassora et Bagdad pour se réfugier dans le Kurdistan irakien d'où leurs grands-parents étaient venus ; ceux de Mossoul avaient aussi gagné les villages chrétiens de la Plaine de Ninive, d'où ils étaient aussi originaires car leur situation sécuritaire à Mossoul n'était plus assurée comme le montrèrent successivement l'enlèvement de l'archevêque syriaque, Basile Georges Casmoussa en 2005, en mars 2008, de Paulos Faraj Rahho, archevêque chaldéen et des agressions physiques pérennes dans les rues contre des chrétiennes non-voilées.
La conquête de Mossoul par les milices de l'EIIL, le 9 juin 2014 devait être le coup de grâce pour les 10 000 chrétiens qui demeuraient encore et pour les autres minoritaires ; l'armée irakienne avait fui sans combattre tandis que 300 000 habitants quittaient la ville en toute hâte. La proclamation du califat le 29 juin dans la prestigieuse Grande mosquée d'al-Nuri de Mossoul, le marquage au moyen des lettres N (« Nun », pour Nazaréens), sur les maisons des chrétiens et R (Refusant le sunnisme) pour celles des chiites le 15 juillet, laissaient prévoir la catastrophe finale. Le 17 juillet, les nouvelles autorités annoncèrent par haut-parleur dans les rues que les chrétiens qui souhaitaient rester devaient payer la Djizîa s'ils voulaient conserver leurs maisons.
Pour les autres minoritaires musulmans, ce fut pire, puisque les chiites, les Yézidis, qui étaient souvent des fonctionnaires en résidence à Mossoul, furent massacrés dans les rues et les jeunes femmes et jeunes filles offerts aux combattants au nom du « jihad el nikah », « saint-devoir sexuel ».
Les Mossouliotes expulsés allaient s'installer dans les villages de la plaine de Ninive où ils avaient des parents, agglomérations chaldéennes et assyriennes de Tell Kef, Batnaya, Tell Eskof, Al Qosh ou syriaques de Qaraqosh, Bartolla. Cela dura jusqu'au 6 août au soir ; les forces kurdes, trop étirées pour contenir Daech de Kirkouk jusqu'à la frontière turque (Zakho et Kobané) en Syrie, manquaient d'armes lourdes, que leurs ennemis possédaient en quantité, prises sur les stocks de l'armée irakienne. Il fallut organiser l'hébergement et l'alimentation de plus de 100 000 réfugiés dénués de tout ; provisoirement installés dans les cours des églises et des couvents, puis dans des camps de tentes, une partie des familles a pu être relogée dans des mobile-homes. Aïnkawa, faubourg chrétien d'Erbil a dû accueillir 90 000 réfugiés ; aucun secours financier de la part du gouvernement semi-autonome kurde, qui manque cruellement d'autant plus que l'hiver est rude dans ces régions montagneuses.
La guerre civile qui a déstabilisé la Syrie et l'Irak est le fruit de l'extrémisme religieux instrumentalisé par la politique d'hégémonie de l'Iran, de l'Arabie saoudite, du Qatar et de la Turquie soutenus par Moscou ou par Washington. Ce que réclament les chrétiens orientaux a été exprimé par le patriarche melkite, Grégoire III Laham, dans le colloque sur l'identité melkite tenu à Paris le 16 mai 2014 : « Le défi pour les chrétiens, est de ne pas se sentir comme des citoyens de seconde zone parce qu'ils ne sont pas musulmans ; le défi pour les chrétiens est de travailler en collaboration avec les musulmans en une authentique coexistence ».

### Égypte

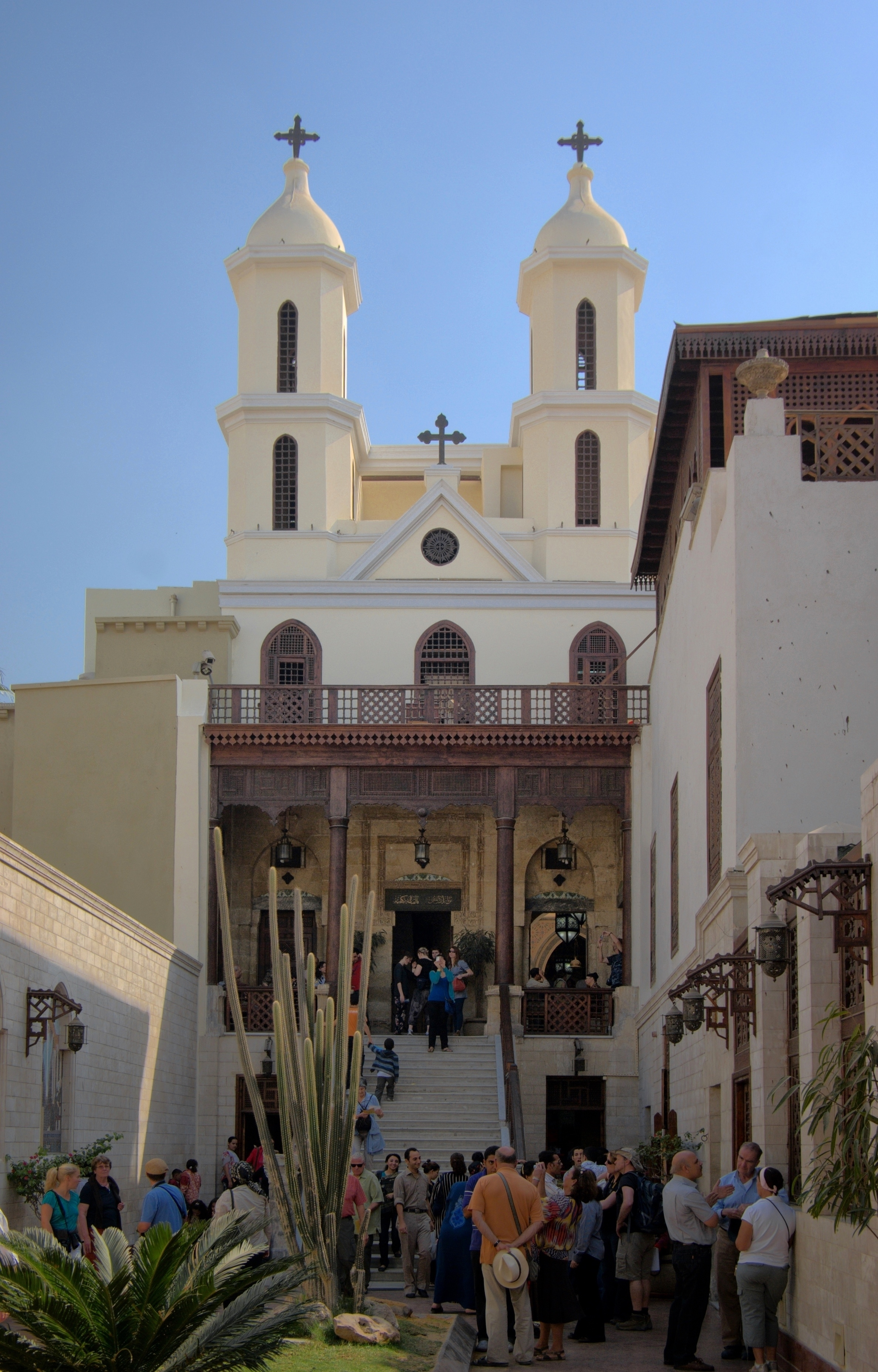
L'église suspendue dans le quartier copte du Vieux Caire.

La proclamation de la naissance de l'État islamique du 29 juin 2014 puis les impressionnantes avancées territoriales de ses combattants au cours de l'année 2015 conduisent à penser que les jours sont comptés pour les chrétiens d'Orient. Leur disparition avait déjà été annoncée par un livre très sombre mais bien documenté écrit vingt ans plus tôt. L'actualité semble confirmer cette sombre prédiction : les chrétiens d'Orient seraient « des hommes en trop », victimes d'une véritable malédiction. La dégradation est massive dans un pays comme l'Irak où les deux tiers des chrétiens ont quitté le pays au cours des dernières décennies. La Syrie, qui était un pays où les chrétiens se disaient satisfaits de leur sort, risque de suivre le même chemin. Au Liban, où le multi confessionnalisme a été intégré à l'édifice politique, la situation des chrétiens reste stable, mais tout le monde sent que cet équilibre est fragile.
Le seul pays de la région où les chrétiens semblent tenir bon c'est l’Égypte. Victimes de discriminations récurrentes et parfois de véritables persécutions, les chrétiens d'Égypte semblent constituer une exception dans ce Moyen-Orient tourmenté.

#### L'Église copte orthodoxe
Le patriarcat copte orthodoxe d'Alexandrie est une Église qui revendique un héritage multiple dont les racines se plongent dans l'époque pharaonique et dans les récits bibliques. L'Égypte est effectivement bien présente dans les textes de la Torah, aux sources de l'histoire sacrée juive (et de facto, chrétienne) et dans le Nouveau Testament qui mentionne le séjour de la « Sainte famille » au pays du Nil. Notons que le plus ancien manuscrit évangélique en notre possession provient de l'Égypte et date de l'an 135, ce qui témoigne d'un ancrage très ancien.
Selon la tradition, l'apostolicité de l’Église copte trouve ses origines dans la première communauté d'Alexandrie fondée en 43-48 par Marc, le compagnon de Simon-Pierre. L'évangéliste eût été martyrisé par les fidèles du culte de Sarapis en 62 ou en 68. Même si nous n'avons pas d'information directe sur cette période d'origine, l'on suppose que le développement de la première communauté s'effectua dans les milieux juifs, et, d'après Eusèbe de Césarée, y demeure jusqu'en 62.
À partir du deuxième siècle, une activité théologique de taille commença à se développer dans le ressort d'Alexandrie. Mentionnons sur ce plan la Didascalie, une école de théologie fondée en 180 par l'évêque Démétrius d'Alexandrie. L'un des théologiens de l'époque, Clément d'Alexandrie, profita de la pensée grecque qu'il mit au service du christianisme. Un autre, Origène, Pères de l'Église, fut notamment célèbre grâce à son exégèse biblique de type allégorique. Par ailleurs, la vie érémitique et monastique se développa et eut une influence considérable grâce à des figures majeures comme celles de Paul de Thèbes (230-341), d'Antoine le Grand (251-356) et de Pacôme le Grand (292-348). Néanmoins, cette riche activité intellectuelle et monastique émergente était accompagnée de plusieurs vagues de persécutions, dont celle de Dioclétien qui fut violente au point de marquer le début du calendrier copte, dit « calendrier des martyrs », en 284. La situation des coptes s'améliora avec l'Édit de Milan (313) qui mit fin aux persécutions des chrétiens et autorisa la liberté de culte. Cependant, malgré ces éclaircies, la situation des coptes demeura sous le signe de la tension avec Constantinople.
Sur le plan des dogmes, l'Église universelle doit beaucoup à l'Église copte, car c'est grâce à sa théologie et au débat qu'elle suscita que se définirent les dogmes les plus fondamentaux du christianisme, à savoir la Trinité et la christologie.

#### Le défi de l'intégration
Malgré leur nombre et leur enracinement dans le pays, les coptes d'Égypte sont dans une situation statistiquement minoritaire depuis le Xe siècle. Leur déclin numérique s'est aussi accompagné d'une sorte de déclin culturel, la place croissante de l'Islam dans la société les contraignant à une sorte d'exil intérieur. La place des monastères, cœur de la vie de l'Église copte-orthodoxe, a aussi contribué à cette perte d'influence dans la vie publique, à un certain retrait, même dans les périodes où les chrétiens étaient moins menacés.
Il est abusif de dire que les chrétiens d'Égypte souffrent de persécution de manière permanente, même si le sujet est controversé. Ils ont certes connu, tout au long de leur histoire, des périodes de persécution, mais, pour l'époque contemporaine, il semble plus approprié de parler de discrimination, celle-ci s'exerçant de manière variée et souvent non explicite : difficulté d'accès à des emplois de haut niveau dans la fonction publique, marginalisation sociale, exclusion de certaines sphères médiatisées comme le sport ou les médias. Cela, alors même que les chrétiens - surtout Levantins venus du Liban et de Syrie - ont joué un rôle reconnu et important dans la renaissance arabe du XIXe siècle, la Nahda.
La Révolution de janvier 2011, contre le régime de Moubarak leur a d'abord offert une occasion unique de revenir acteurs de la vie publique de leur pays. On a vu, en effet, les chrétiens au coude à coude avec les musulmans dans les manifestations de la place Tahrir, parfois contre la volonté de leur hiérarchie, tout particulièrement celle du pape Shenouda III. Celui-ci - décédé en mars 2012 - régnait depuis quarante ans, vénéré de ses fidèles mais tenant son troupeau d'une main de fer et monopolisant, la parole de l'Église face à l'État. Durant ces journées d'utopie, l'identité communautaire semblait alors s'effacer devant l'appartenance citoyenne à un pays. On a pu croire alors qu'une occasion nouvelle s'ouvrait pour les chrétiens d'être des citoyens à part entière.

## La réalité démographique et géopolitique des chrétiens d'Orient
Sur le plan démographique, et contrairement aux idées reçues, le nombre des chrétiens au Proche-Orient a augmenté. D'après une étude réalisée par Pew Research Center, le nombre de chrétiens dans la région « Moyen-Orient/Afrique du Nord » est passé de 4 à 13 millions entre 1910 et 2010. En revanche, leur part dans la population de ces pays a baissé de 9,5 % à 3,8 %, ce qui signifie que la population non chrétienne de ces pays a augmenté beaucoup plus vite.
Incontestablement, et pour différentes raisons, les chrétiens d'Orient n'ont cessé de quitter leur pays natal pour s'installer en Afrique, en Europe, en Amérique du Sud et du Nord ou en Océanie, sans oublier les pays du Golfe. En effet, les raisons sont très différentes entre la fuite de Turquie lors du génocide arménien ou du génocide asyro-chaldéen et celle de la famine à la même époque des chrétiens du Proche-Orient, la guerre en Irak, les pressions sociales en Égypte, les guerres au Liban et en Syrie et le climat de discrimination dans plusieurs sociétés à majorité musulmane. Certains départs sont purement économiques, d'autres sont orchestrés.
Sans être exhaustif, on peut remarquer que la situation des chrétiens d'Orient est loin d'être identique. Entre les pays où leur présence s'est considérablement réduite comme la Turquie (environ 0,4 % de la population en 2010, soit 310 000 selon Pew, alors qu'un siècle plus tôt les chrétiens représentaient environ 20 % de la population) et ceux où leur présence en tant que travailleurs immigrés s'est accrue comme les Pays du Golfe, la réalité est bien différente.
Brosser un tableau rapide permet ainsi de constituer une idée d'une diversité réelle qui implique une approche différenciée.

### Migrants chrétiens dans le monde
Les migrants chrétiens sont surtout surreprésentés par rapport au poids démographique des chrétiens dans la population mondiale, observe une étude du Pew Research Center, qui souligne l’augmentation globale des migrations mondiales depuis 1990.
Les chrétiens représentent 47 % des migrants dans le monde en 2020. C’est l’un des enseignements d’une étude publiée le 19 août 2024 par le Pew Research Center, qui fonde son enquête sur les données des Nations unies (ONU) et sur 270 recensements à travers le monde, en prenant 2020 pour année de référence. Par migrants, le centre de recherche américain comprend « les personnes de tout âge qui vivent en dehors de leur pays (ou dans certains cas, de leur territoire) de naissance, quels que soient leurs motifs de migration, leur durée de résidence ou leur statut juridique », rappelant qu’aujourd’hui, plus de 280 millions de personnes - 3,6 % de la population mondiale - font partie de cette catégorie.

### Égypte

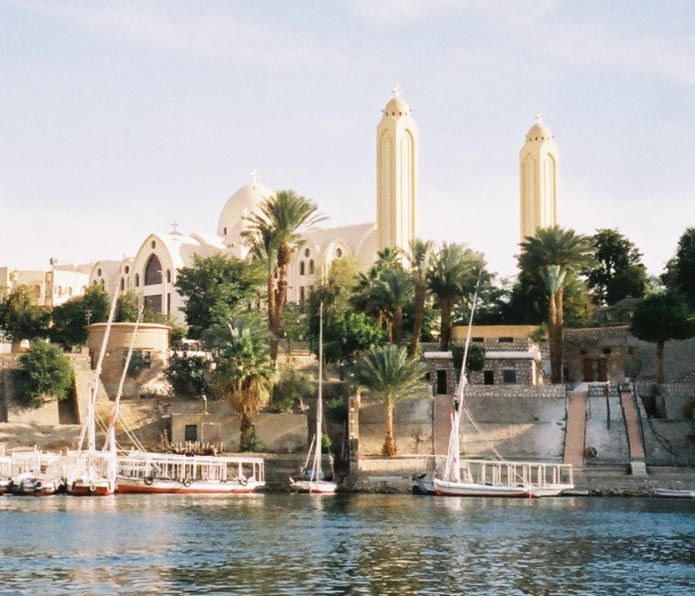
Cathédrale copte d'Assouan vue du Nil (Égypte).

En Égypte, la situation est bien paradoxale. Si le nombre des chrétiens n'a cessé d'augmenter (estimé aujourd'hui entre 7 et 10 millions), la situation des chrétiens n'est pas des plus simples. la montée d'une pensée fondamentaliste organisée comme celle des Frères musulmans ou intégriste à multiple facettes tels les salafistes crée une ambiance complexe. Présents dans le pays, les chrétiens sont sommés d'adopter un profil bas de peur des représailles en tout genre. L'État lui-même, sous pression, se conduit à leur égard d'une manière discriminante. Sans laisser la persécution se propager, sa protection les maintient dans une situation de dhimmi politique. Jusqu'à une certaine mesure, le christianisme en Égypte se préserve en s'enfermant sur lui-même. Par voie de conséquence, la diaspora a considérablement augmenté ces dernières décennies par peur ou par refus d'une situation insupportable, tant sur le plan politique d'une forme de citoyenneté de seconde zone que sur le plan économique ou religieux.

### Syrie
La réalité des chrétiens en Syrie est relativement similaire à l'Égypte d'avant la révolte. Protégés, et donc soumis au pouvoir politique, ils se sont trouvés à l'abri des persécutions, mais fortement exposés au moment de la révolte 2011. Sur une population de 20 millions, les chrétiens occupaient jusqu'à 5 à 10 % répartis entre villages à majorité chrétienne et présence dans les grandes villes, comme Damas ou Alep. La confessionnalisation de la révolte dans un pays marqué par une forme de diversité confessionnelle et ethnique a rendu impossible une prise de position claire par la hiérarchie ecclésiale. La peur de l'inconnu et la salafisation de l'opposition les ont conduits à s'en méfier, au risque d'apparaître comme des alliés du pouvoir et d'être identifiés à un régime politique autoritaire et sanguinaire. À la différence des Coptes qui se sont engagés contre Moubarak, puis contre Morsi et les Frères musulmans, les chrétiens de Syrie cherchent à survivre et à se protéger contre les aléas d'un lendemain peu rassurant. Leur départ pour le Liban, certains pour l'Europe ou les États-Unis, a sans aucun doute réduit considérablement leur nombre.

### Liban
Au Liban, si la proportion des chrétiens a baissé, passant de plus de 51 % à environ 40 % de la population, leur nombre a bel et bien augmenté, malgré les vagues successives de migration depuis la Première Guerre mondiale pour fuir la famine jusqu'à la guerre civile (1975-1990) et l'occupation du territoire par Israël (jusqu'en 2000) et par la Syrie (jusqu'en 2005). La particularité du contexte libanais et une forme de partage du pouvoir assurent une certaine stabilité et liberté politique, intellectuelle et religieuse.
Toutefois, pendant la présence syrienne, les chrétiens sont passés par une période d'hésitation et de pessimisme. Impliqués dans les réseaux éducatifs, hospitaliers et implantés dans certaines régions où ils se trouvent majoritaires, leurs poids sur l'échiquier politique est actuellement assuré par un régime qui garantit la représentativité confessionnelle au sein du pouvoir. Le passage par une guerre civile a doublement et fortement marqué les consciences collectives. D'un côté, les séquelles de la guerre se manifestent dans la répartition géographique des communautés, les régions mixtes entre chrétiens et druzes, chrétiens et sunnites, chrétiens et chiites, sont nettement moins importantes qu'avant la guerre où les chrétiens étaient présents numériquement et massivement sur l'ensemble du territoire, ce qui n'est pas sans conséquences sur le vivre ensemble du territoire. D'un autre côté, la prise de conscience de la fragilité politique conduit des organismes et des institutions ecclésiales à investir dans l'éducation et le dialogue inter-religieux, ce qui n'est pas sans redonner confiance, dans un contexte de méfiance. Au Liban, on passe tour à tour d'une juxtaposition à une méfiance et d'une interaction à un réel dialogue. À l'image des communautés, églises et mosquées se côtoient dans une forme de proximité bienveillante et de rivalité mimétique.
Si les communautés chrétiennes du Liban, et notamment les maronites, demeurent parmi les plus florissantes de la région, la fragilité de l'équilibre libanais interdit de penser que le répit qu'elles connaissent soit garanti dans l'avenir. Contraints de s'allier aux dictatures sous peine d'être persécutés par les islamistes, comme en Syrie, les chrétiens sont régulièrement pris comme boucs émissaires. « Leur histoire glorieuse, écrit l'historien Jean-Pierre Valognes dans son monumental ouvrage Vie et mort des chrétiens d'Orient : Des origines à nos jours, fut occultée et travestie, au point que, sur la terre dont ils étaient les anciens propriétaires, ils finirent par être traités en hôtes plus ou moins tolérés, quand ce n'est pas en étrangers ».

### Jordanie

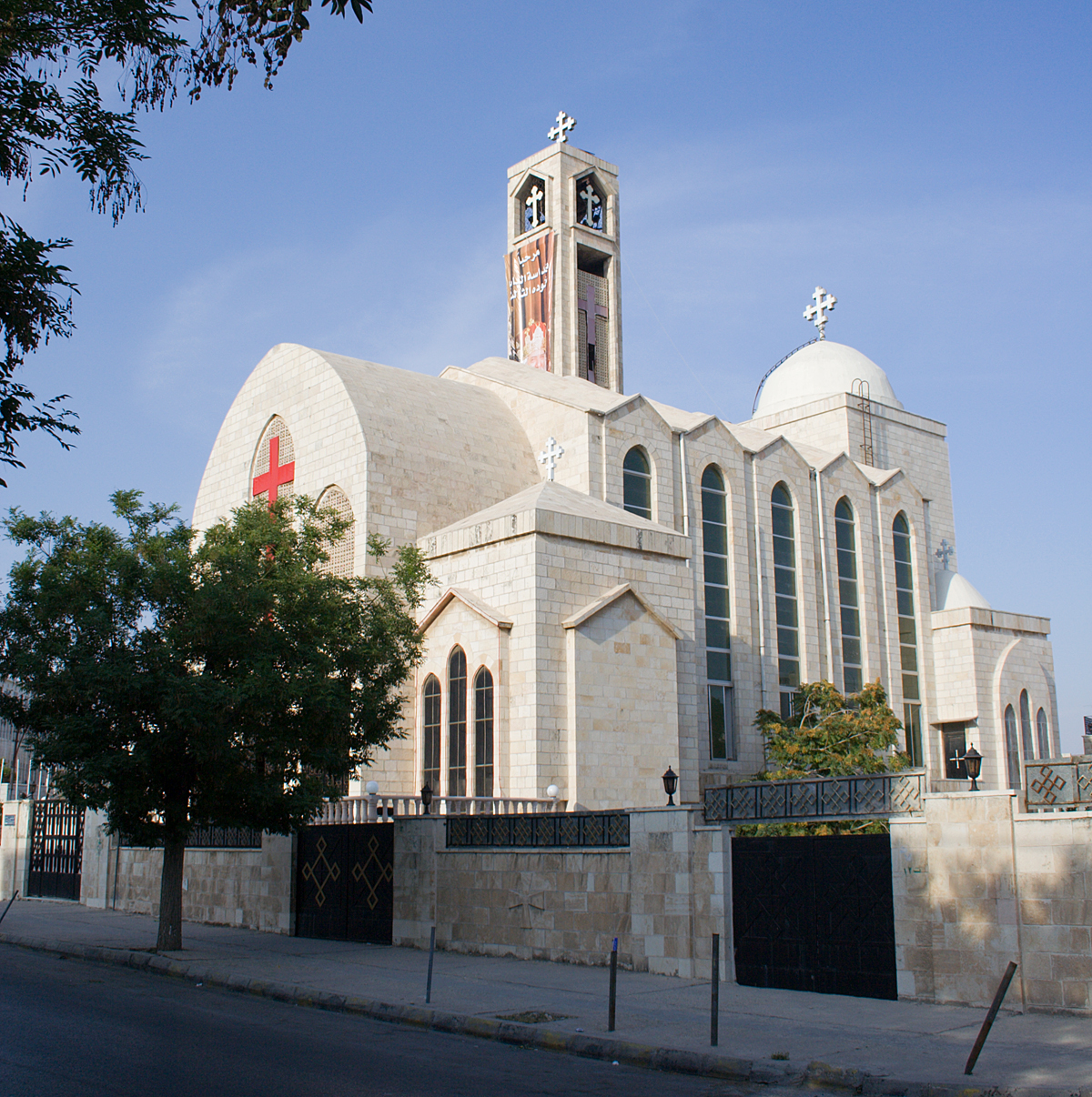
Église copte orthodoxe d'Amman en Jordanie.

D'après plusieurs analystes, les chrétiens de Jordanie jouissent d'une situation plutôt favorable, le Liban excepté. Économiquement puissants, impliqués dans la société et surreprésentés politiquement, les chrétiens de Jordanie jouissent d'un statut à part au Moyen-Orient. Leur premier protecteur n'est autre que le roi Abdallah II : en visite au Parlement européen en mars 2015, le roi de Jordanie, dans un discours très applaudi par les eurodéputés, avait réagi aux attaques dont sont victimes les chrétiens au Moyen-Orient, les qualifiant d'« atteinte portée à l'humanité tout entière » et assurant que « les chrétiens arabes font partie intégrante du passé, du présent et du futur » de la région.
Engagés dans le dialogue inter-religieux et la cause arabe, les Jordaniens chrétiens - majoritairement orthodoxes et catholiques - sont reconnus par la Constitution qui garantit la liberté du culte de onze Églises. On estime à environ 4 % le nombre de chrétiens au sein du royaume d'une population de 6 millions d'habitants. Dans la chambre haute des sénateurs, ou dans la chambre basse des députés, des sièges leur sont attribués, ce qui se traduit par une implication politique et diplomatique réelle. Bien qu'ils représentent un peu plus de 3 % de la population jordanienne, 6 % des sièges de la Chambre des députés leur sont réservés et au Sénat, le roi Abdallah II a nommé 10 % chrétiens en 2010.
Toutefois, comme dans la majorité des pays arabes, les plus hauts postes de l'armée, de la police ou de la fonction publique sont assurés par des musulmans. De plus, en droit matrimonial, seules les femmes chrétiennes ont le droit d'épouser des hommes musulmans, les hommes chrétiens se trouvent contraints de se convertir s'ils veulent épouser des femmes musulmanes. Depuis les années 1990, et la montée des Frères musulmans en Jordanie, le climat n'est plus le même. Malgré les garanties que certains veulent donner aux chrétiens, ces derniers sont inquiets de l'islamisation grandissante, selon une idéologie politique.
Une attitude d'ouverture est prônée par le Prince Hassan Ben Talal, oncle du monarque actuel, qui publia, en 1995, un livre de défense du Christianisme arabe intitulé Christianity in the Arab World, traduit en français où, très courageusement, il proteste contre le fait que « dans beaucoup de pays où l'islam est religion d'État, nous voyons des pratiques qui reflètent parfois les temps préhistoriques de l'Arabie » ou que « cette attention excessive apportée à l'interprétation textuelle, aux dépens de l’interprétation contextuelle, a amené à un certain degré de rigidité, sinon à une immobilité totale » et il concluait ainsi : « L'infériorité numérique des chrétiens dans le monde arabe moderne est compensée par une présence sociale, économique, culturelle, et, dans certains cas, politique, très positive ».

### Irak
En Irak comme en Terre sainte, deux pays en proie à la guerre et à des tensions à dimension ouvertement religieuse, la situation des chrétiens est dramatique. En Iraq, Assyriens et Chaldéens ont vu leur nombre chuter considérablement au début et à la fin du XXe siècle (les assyriens se sont alliés aux Britanniques et aux Russes dans l'espoir d'un territoire indépendant et ont subi plusieurs massacres, les chaldéens ont emprunté massivement le chemin de l'exil par peur du climat chaotique survenu après la chute de Saddam Hussein, réduisant à environ 1 % les chrétiens d'Irak). À en croire les chiffres avancés, le nombre des chrétiens en Terre Sainte oscillerait entre 1,5 et 3 % de la population. Mais comme en Iraq ou aujourd'hui en Syrie, les chrétiens préfèrent quitter un pays en tension où la montée du fondamentalisme religieux n'annonce pas un avenir radieux.
Quelles que soient les situations, la transformation majeure qui inquiète les chrétiens de cette région du monde se traduit par l'exaspération identitaire sur une base religieuse. Excepté en Terre Sainte, ce fondamentalisme prend le visage d'un islam politique et intégriste. Si le nombre des chrétiens a augmenté, leur proportion a diminué. Endiguer la montée de l'islamisme ne peut relever des seuls chrétiens ou d'une action politique occidentale. Une des manières pour contrecarrer l'islamisme réside dans la capacité des musulmans à inverser la tendance, en puisant dans leurs ressources propres. La profondeur historique de ces ressources peut garantir une légitimité et se constituer en un réel levier.
Multiples défis
L'Irak affronte de multiples défis en cette fin 2018, venus de l'intérieur de chaque communauté, mais ils peuvent venir aussi de l'extérieur ; c'est le cas de tout le Proche-Orient, qui est en pleine ébullition ou mutation ; les problèmes le secouent depuis des décennies, mais surtout depuis le Printemps arabe en 2011.

« Nous ne pouvons donc pas dire qu'il s'est établi une nouvelle société irakienne après Daesh, les grandes lignes sont les mêmes et elles continuent. Les chrétiens le savent, cette organisation terroriste était le haut de l’iceberg dans la société irakienne et proche orientale. Après la prétendue défaite de cette idéologie - en vérité elle n'est pas finie - les cellules dorment, et rien n'est fait sérieusement pour donner le change et la remplacer. La propagande est une chose et la réalité en est une autre ! »

— Yousif Thomas Mirkis, archevêque de Kirkouk, l'Œuvre d'Orient n° 792, p. 330.

### Terre sainte
Les chrétiens se réduisent dans la bande de Gaza depuis que le Hamas a pris le pouvoir, ; ils sont très minoritaires et moins nombreux dans les Territoires qu'en Israël. Dans ce pays, ils ont des droits normaux et un taux de croissance démographique encore significatif, bien qu'ils soient ultra minoritaires. En Israël, ils se retrouvent piégés dans un problème constant de tous les chrétiens d'Orient qui est celui de la surenchère par rapport aux musulmans pour bien prouver qu'ils ne seraient pas les agents de l'Occident. Toutefois, c’est à Jérusalem-Est annexé unilatéralement par Israël que sont concentrés les Églises et leurs fidèles locaux, qui sont dans leur grande majorité de nationalité palestinienne et non citoyens israéliens.

## Chrétiens en Terre sainte
La Terre sainte correspond aux territoires de l'État d’Israël et de la Palestine (zone de Gaza et zone de l'ancienne Cisjordanie, pour partie autonome et pour une autre partie, occupée par les forces armées israéliennes et les colons juifs qui se sont installés sur cette section de territoire depuis juin 1967).
En Terre sainte, les populations chrétiennes sont partagées entre les autochtones Palestiniens et les minorités d’origine étrangère: les Arméniens et les Assyriens notamment.

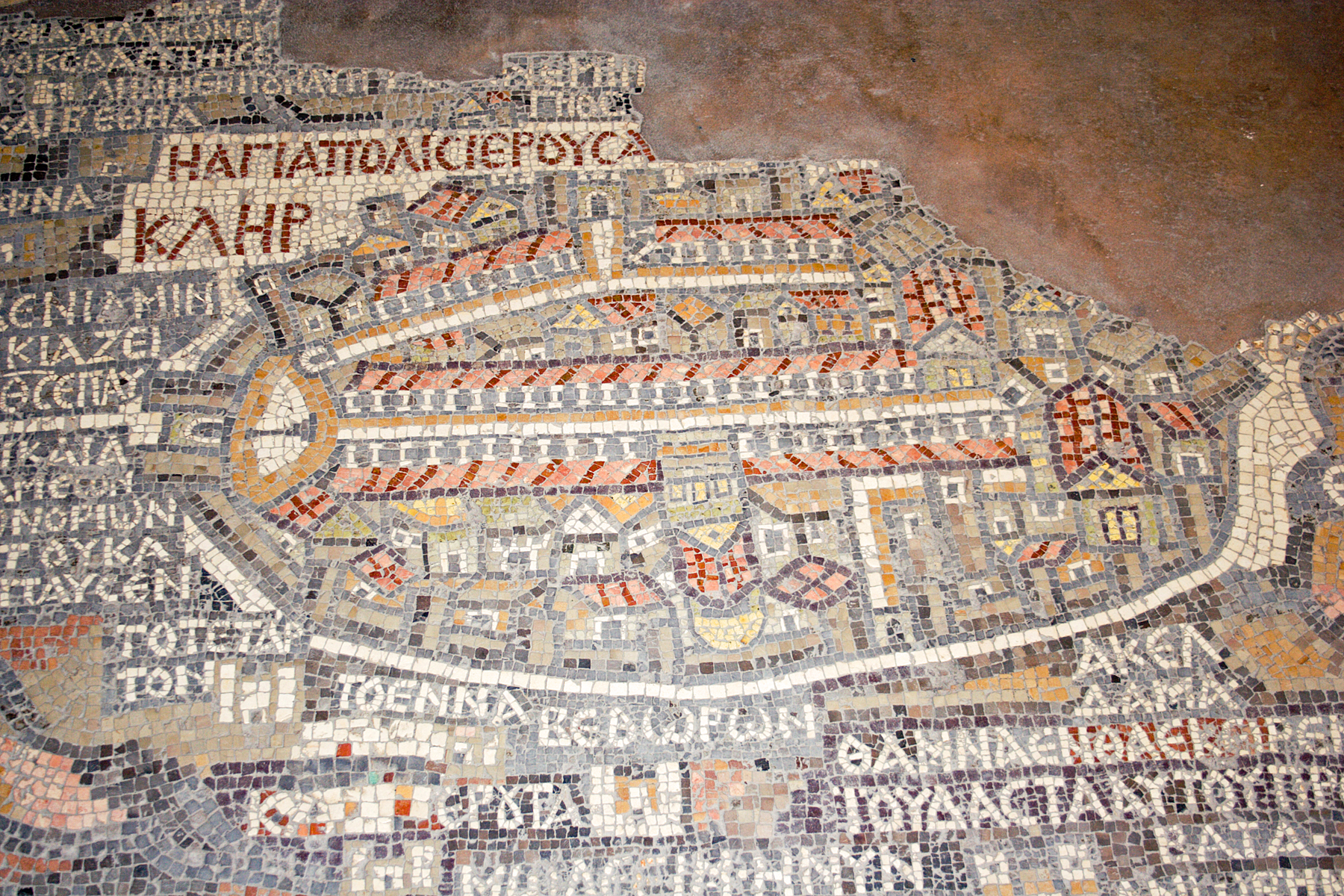
Carte de Madaba, mosaïque du VIe siècle avec Jérusalem (où ne figure pas le Temple de Jérusalem (détruit en 70) la ville ayant totalement été détruite en 135).

Les disciples de Jésus en Terre sainte appartiennent à un certain nombre de familles traditionnelles. Les Églises orthodoxes sont la grecque, l'arménienne, la copte, l'assyrienne et l'éthiopienne. En outre, il y a six Églises catholiques : la romaine « latine », la grecque « melkite », la maronite, l'arménienne, l'assyrienne et la chaldéenne. Il y a les protestants : anglicans et luthériens ainsi que d'autres confessions. Les 13 Églises traditionnelles ont juridiction ecclésiastique dans les trois mêmes pays : Israël, Palestine (territoires occupés) et la Jordanie. « Une église de la diversité : l'Église de Terre sainte se caractérise par sa grande diversité ecclésiale. Elle est composée de différentes Églises, chacune ayant sa propre histoire, sa pensée, sa spiritualité, sa langue, son rite et sa tradition » (Assemblée des ordinaires Catholiques de Terre Sainte, 2001).
Le nombre total des chrétiens en Terre sainte est d'environ 400 000, dont la moitié vit en Jordanie, et l'autre moitié en Palestine (territoires occupés) et en Israël. Il y a environ 170 000 catholiques.

« Numériquement parlant, l'Église a été une minorité pendant dix-huit des vingt siècles de son histoire. Il y avait bien une majorité du Ve siècle au VIIe siècle, après quoi son statut majoritaire a commencé à décliner. Pour certains historiens, le nombre de chrétiens au début des Croisades atteignait 50 % de la population. Au début du XXe siècle, il était de 20 à 30 pour cent. Les statistiques d'aujourd'hui admettent que seule 2,5 à 3 pour cent de la population est chrétienne. »

— Maroun Lahham.

## Cas de l'Iran
Dans une population de 82 millions d'habitants où 99,4% appartiennent à l'Islam, les chrétiens forment une communauté religieuse minoritaire de 150 000 fidèles (0,4 %) dont 121 100 orthodoxes, puis 21 380 catholiques (0,035 %), quelques milliers de protestants et enfin entre 20 000 et 30 000 Juifs (0,014 %).
L'Annuaire pontifical de 2011 et des rapports antérieurs en Iran font état de la présence de 3 400 chaldéens, 10 000 latins et 8 000 arméniens.
Parmi les Orthodoxes se trouvent 110 000 apostoliques arméniens, 11 000 apostoliques assyriennes et 100 orthodoxes russes.
Les chrétiens en Iran vivent principalement dans la capitale, Téhéran, et dans les villes d’Ispahan et de Chiraz.
En plus de certains citoyens iraniens, les catholiques comprennent des étrangers en Iran, tels que les hispanophones (latino-américains et espagnols) et d'autres européens.

## Chrétiens de Gaza
Démographie religieuse

Carte de la Bande de Gaza en septembre 2016.

La Cisjordanie (à l’exception de Jérusalem-Est, qui avait avant juin 1967 une superficie d'environ 6 kilomètres carrés, sous administration jordanienne) a une superficie de 2 240 km2 et une population de plus de 2,7 millions d’habitants, dont plus de 400 000 colons juifs, dont les premiers s'établirent dès la fin de l'année 1967, après la conquête par l'armée israélienne, opérée en juin 1967. La bande de Gaza a une superficie de 143 km2 et une population de 1,5 million d’habitants.
Environ 98 % des résidents palestiniens des territoires occupés sont des musulmans sunnites. Bien qu’il n’y ait pas de décompte officiel, une enquête démographique détaillée de 2008 indique qu’il y a environ 37 000 chrétiens en Cisjordanie , environ 13 000 chrétiens à Jérusalem-Est et entre 1 000 et 3 000 dans la bande de Gaza. Une majorité de chrétiens sont grecs orthodoxes ; le reste se compose d'orthodoxes arméniens, de coptes, d'épiscopaliens, d'orthodoxes éthiopiens, de catholiques grecs, de luthériens, de maronites, de catholiques romains, d'orthodoxes syriens et de plusieurs autres confessions protestantes.
Quel avenir pour les derniers chrétiens de Gaza ?

« Si l'on se cantonne aux chiffres, il est tentant de tracer une courbe et d'évoquer par anticipation le jour précis de la disparition du dernier chrétiens de Gaza. Mais l'histoire des peuples, des cultures, des langues, des communautés, nous apprend que le futur n'est pas toujours l'extension du présent.
La réflexion sur la disparition des chrétiens de Gaza s'inscrit dans le contexte d'une guerre  dont beaucoup d'Occidentaux considèrent « qu'elle ne s'arrêtera jamais ». Avec en arrière-pensée l'idée que l'existence d'un État à majorité juive au Proche-Orient est une réalité définitive. C'est faire fi des informations statistiques que donnent aussi bien les services israéliens que nord-américains. Ainsi, sur le territoire soumis à l'autorité israélienne actuelle, à savoir le territoire situé à l'intérieur des frontières de 1967, La Cisjordanie, Gaza soumise au siège et le plateau du Golan, c'est-à-dire sur le territoire de l'État palestinien de la Société des Nations, les Palestiniens sont majoritaires. Dès aujourd'hui et non pas demain. »

— Christophe Oberlin, Chrétiens de Gaza, illustré par des photos de Serge Nègre, 2017.

## Partir ou rester
Du 3 au 28 octobre 2018, s'est tenu à Rome la XVe Assemblée Générale Ordinaire du synode des évêques sur les jeunes, et rencontrent entre patriarches et évêques orientaux présents, faisant le point sur la jeunesse de leurs pays.
L'émigration est la préoccupation majeure partagée par tous. L’instabilité politique au Moyen-Orient, des conditions économiques très difficiles en Éthiopie, le manque de reconnaissance en Inde, met la jeunesse devant un choix difficile et parfois définitif : partir ou rester.

### Dilemme de la jeunesse orientale
Le patriarche melkite S.B. Joseph Absi, observe un tournant significatif : « les jeunes partent et ne pensent plus à revenir. Notre identité risque d'être perdue dans les pays où ils s'exilent et où, souvent, ils ne peuvent suivre leur rite. Nous sommes comme des oiseaux qui ne savent plus où poser leurs pattes, entre l'islamisme radical qui sévit en Syrie et ailleurs et l’individualisme de l'Occident ».
Pour le patriarche syriaque catholique S.B. Ignace Joseph III Younan, le constat est le même : « notre grande préoccupation est de les convaincre de rester sur place. En Irak, la situation est encore incertaine, ils ont peur, et veulent partir. En Syrie, ils partent à cause du service militaire et de la guerre civile. C'est un très grand défi pour cette Église particulière et originelle qu'est la nôtre. Ceux qui sont à l'étranger s'intègrent vite en apparence mais profondément, ils ne se font pas à des pays sécularisés. Il faut leur rappeler leur foi et leur tradition, la terre de leurs ancêtres, mais nous n'essayons plus de les convaincre de rentrer ».
Dans le document final du synode, les évêques ont demandé plus d'engagement afin de garantir à celui qui ne veut pas migrer le droit effectif de rester dans son pays. Le Synode s'est montré aussi attentif à ces Églises menacées dans leur existence par l'émigration forcée et les persécutions subies par les fidèles. Sa B. Louis Raphaël Ier Sako, patriarche des chaldéens, rappelle : « que les défis ne sont pas les mêmes partout pour les jeunes et que le Moyen-Orient est confronté aux guerres, à la marginalisation, à la migration, aux familles éclatées, à l'absence de travail, et qu'il est pour cette jeunesse difficile d'envisager un avenir ».

## Rapport pour la défense des chrétiens d'Orient
« En juin 2018, le Président de la République m'a demandé de rédiger un rapport sur le renforcement de l'action de la France dans la protection du patrimoine du Moyen-Orient et le soutien au réseau éducatif des communautés chrétiennes de la région. Le rapport a été rendu le 31 octobre et remis à son commanditaire dans les premiers jours de 2019. »

— Charles Personnaz, auteur du rapport.
Première constatation, celle de l'urgence de la situation. Urgence de réparer les dommages de la guerre et de protéger ce qui est atteint par l'urbanisation galopante et l'absence d'attention. Urgence de venir en aide à des écoles secouées par de nouvelles réglementations qui menacent leur existence ou leur spécificité (Liban, Palestine, Égypte), par le manque de formation offert aux professeurs, par l'absence d'envoi de volontaires francophones au sein des établissements. Urgence enfin pour notre langue commune, le français et la culture qu'il véhicule. Partout, la francophonie est fragilisée par la baisse des moyens qui lui est consacrée.
Parmi les 35 actions proposées dans le rapport, on peut retenir principalement, dans le domaine du patrimoine, la proposition de créer à Beyrouth un institut de formation pour les métiers de la restauration, la volonté d'impliquer l'Alliance pour la protection du patrimoine en péril (ALIPH) et l’Agence française de développement.
Dans le domaine de l'éducation et du soutien aux écoles, la question est d'abord financière. La création d'un fonds, qui pourrait être porté par l'Œuvre d'Orient, qui associerait partenaires publics (État, Agence française de développement, collectivités territoriales) et partenaires privés (fondations, associations). Ce fonds serait destiner à financer la formation des professeurs et l'envoi de volontaires français dans les écoles pour participer à ce qu'il est convenu d'appeler l'environnement francophone des élèves et de leurs professeurs. Cela permettrait, d'étendre l'action menée par le Réseau Barnabé au profit des écoles de Terre sainte.
L'autre trésor patrimonial à conserver est celui des langues. La France possède un lieu unique en Europe pour l'apprentissage des langues orientales anciennes : l'École des langues et civilisations de l'Orient ancien (ELCOA) de l'Institut catholique de Paris. Des professeurs reconnus y enseignent une quinzaine de langues dont le syriaque, le copte, l'arménien, l'éthiopien ancien, l'hébreu. Préserver cet enseignement consiste à protéger la riche culture de peuples entiers.

## Expositions
- Paris, Institut du monde arabe, Chrétiens d'Orient, 2 000 ans d'histoire, du 26 septembre 2017 au 14 janvier 2018.
- Tourcoing, MUba Eugène Leroy, Chrétiens d'Orient, 2 000 ans d'histoire, du 17 février 2018 au 5 juin 2018.
- Paris, Cité de l'architecture et du patrimoine pour le Krak des Chevaliers, Chroniques d'un rêve de pierre du 14 septembre 2018 au 14 janvier 2019.
- Paris, l'Institut du monde arabe, Cités Millénaires. Voyage virtuel de Palmyre à Mossoul du 10 octobre 2018 au 10 février 2019.

#### Ouvrages
: document utilisé comme source pour la rédaction de cet article.
- Myriam Benraad, L'Irak : de Babylone à l'État islamique, Paris, Le Cavalier Bleu, coll. « Idées reçues », 2015, 180 p. (ISBN 978-2-84670-650-6)
- Hassan ben Talal, Islam et Christianisme, Brépols, 1997 (ISBN 978-2-503-83136-7)
- Jean-Michel Cadiot, Les Chrétiens d'Orient, vitalité, souffrances, avenir, Salvator, 2010
- Jean-Michel Cadiot, Nous, chrétiens de Mossoul persécutés, Erick Bonnier, 2014  (ISBN 978-2-3676-0039-0)
- Christian Cannuyer, L'Égypte copte, les chrétiens du Nil, Gallimard, 2000, coll. « Découvertes Gallimard / Religions » (no 395),  (ISBN 978-2070535125)
- Christian Cannuyer, Nabil Boutros, Coptes du Nil : Entre les pharaons et l'Islam, ces chrétiens d'Égypte aujourd'hui, L'Archange Minotaure, 2007  (ISBN 978-2354630065)
- Jean-Claude Chabrier, Un demi-siècle d'agonie des chrétiens du Moyen-Orient, Arabesques, 2012,  (ISBN 978-2-906066-28-1)
- Jean-Claude Chabrier, Chrétientés violentées - Vieille Serbie, Turquie, Iran, Iraq, Syrie, Afrique.. Europe, Arabesques, 2013  (ISBN 978-2-906066-29-8)
- Claude Cohen, « Note sur l'accueil des chrétiens d'Orient à l'Islam », Revue de l'histoire des religions, t. 166, no 1,‎ 1964, p. 51-58 (lire en ligne).
- Jean-François Colosimo, Les Hommes en trop : La malédiction des chrétiens d'Orient, Fayard, 2014,  (ISBN 978-2-213-62923-0)
- Georges Corm, Le Liban contemporain : Histoire et société, Éditions La Découverte, édition revue et augmentée, 2012,  (ISBN 978-2707173577)
- Jean Corbon, L'Église des Arabes, Cerf, 2007,  (ISBN 978-2204085038)
- Sébastien de Courtois, Le Génocide oublié. Chrétiens d'Orient, les derniers Araméens, Ellipses, 2002  (ISBN 978-2729812300)
  - Le nouveau défi des chrétiens d'Orient : D'Istanbul à Bagdad, Jean-Claude Lattès, 2009  (ISBN 978-2-7096-3312-3)
  - Sur les fleuves de Babylone, nous pleurons. Le crépuscule des chrétiens d'Orient, Stock, 2015  (ISBN 978-2-234-07912-0)
- William Dalrymple, Hélène Collon, Dans l'ombre de Byzance : Sur les traces des chrétiens d'Orient, Éditions Phébus, Collection : Libretto, 2011  (ISBN 2752905424)
- Raphaël Delpard, La Persécution des chrétiens aujourd'hui dans le monde, Michel Lafon, 2009  (ISBN 978-2-7499-0987-5)
- Catherine Dupeyron, Chrétiens en Terre sainte — Disparition ou mutation ?, Albin Michel, 2007  (ISBN 978-2-226-18058-2)
- Antoine Fleyfel, Géopolitique des chrétiens d'Orient : Défis et avenir des chrétiens arabes, Editions L'Harmattan, 2013, 222 p. (ISBN 978-2343014852)
- Jean Flori, Guerre sainte, jihad, croisade : Violence et religion dans le christianisme et l'islam, Le Seuil, 2002  (ISBN 978-2-02-0516327)
- Vincent Gelot, préf. Pascal Gollnisch, Chrétiens d'Orient : Périple au cœur d'un monde menacé, Albin Michel, 2017
- Bernard Heyberger et Aurélien Girard, « Chrétiens au Proche-Orient : les nouvelles conditions d’une présence », Archives de sciences sociales des religions, vol. 60e année, no 171,‎ juillet-septembre 2015, p. 11-35 (lire en ligne)
- Annie Laurent, Les chrétiens de l'Orient vont-ils disparaître ? : Entre souffrance et espérance, Salvator, 2008  (ISBN 2706705701)
- Claude Lorieux, Chrétiens d'Orient en terres d'islam, Perrin, 2001, 372 p.
- Abdallah Naaman, Le Liban. Histoire d'une nation inachevée, Glyphe, Paris, 3 tomes, 2015.
- Louis Raphaël Ier Sako, Laurence Desjoyaux, « Ne nous oubliez pas ! » : Le SOS du patriarche des chrétiens d'Irak, Bayard Jeunesse, Collection : Essais religieux, 2015  (ISBN 978-2-227-487987-)
- Marie Malzac, Manuella Affejee et Fouad Twal, Pour l'amour de Jérusalem, Montrouge, Bayard Culture, coll. « Bay.Ess.Relig. », (octobre 2016), 232 p. (ISBN 978-2-227-48921-9)
- Carine Marret, "Les chrétiens d'Orient et la France, mille ans d'une passion tourmentée", Balland, 2025  (ISBN 978-2940719754)
- Frédéric Pons, Le Martyre des chrétiens d'Orient, Paris, Calmann-Lévy, coll. « Documents, Actualités, Société », 2017, 375 p. (ISBN 978-2-7021-5891-3)
- Pierre Rondot et Paul Abela, Les Chrétiens du monde arabe : problématiques actuelles et enjeux, Maisonneuve & Larose, 1987, 160 p.
- Antoine Sfeir, « Chrétiens d'Orient, et s'ils disparaissaient ? », dans Les Cahiers de l'Orient, Bayard, 2009  (ISBN 2227478098)
- Jean-Benjamin Sleiman, Dans le piège irakien, Presses de la Renaissance, 2006  (ISBN 978-2-75090-240-7).
- Herman Teule, Les Assyro-Chaldéens : Chrétiens d'Irak, d'Iran et de Turquie, Brepols, 2008  (ISBN 978-2503528250).
- Jean-Pierre Valognes, Vie et mort des chrétiens d'Orient, Paris, Fayard, 1994 (ISBN 2213030642).
- Michel Younès, L'entreprise au défi des religions : Regards croisés à partir du bassin méditerranéen, Chronique Sociale, 2013  (ISBN 978-2367170190)
- Mahmoud Zibawi, Orients chrétiens, Desclée de Brouwer, Paris, 1995  (ISBN 2220036006).
- Mahmoud Zibawi, Olivier Clément, Orients Chrétiens - Entre Byzance et L'Islam, Desclée de Brouwer, Collection : Beaux livres, 1995  (ISBN 978-2-220-03600-7)
- (Collectif), Chrétiens d'Orient : deux mille ans d'histoire, Mulba/IMA, Gallimard, 2017 : catalogue de l'exposition de l'Institut du monde arabe, Paris (du 14 décembre 2017 au 14 janvier 2018)
- Christophe Oberlin, Chroniques de Gaza (2001-2011), Paris, Demi-Lune, coll. « Résistance », 2011, 211 p. (ISBN 978-2-917112-17-5)
- Christophe Oberlin (photogr. Serge Nègre), Chrétiens de Gaza, Paris, Erick Bonnier, 2017, 201 p. (ISBN 978-2-36760-102-1)
- Collectifs et Raphaëlle Ziadé (Sous la direction de), Chrétiens d’Orient : 2000 ans d'histoire, Paris, Gallimard, coll. « Livres d'Art », 2017, 207 p. (ISBN 978-2-07-274017-6)
- Bernard Heyberger, Les Chrétiens d'Orient, Paris, Presses Universitaires de France - PUF, coll. « Que sais-je ? », 2017, 123 p. (ISBN 978-2-13-073310-2)
- Najeeb Michaeel et Romain Gubert, Sauver les livres et les hommes, Paris, Grasset, coll. « Documents Français », 2017, 180 p. (ISBN 978-2-246-86319-9)
- Françoise Briquel-Chatonnet et Muriel Debié, Le monde syriaque : sur les routes d'un christianisme ignoré, Paris, Les Belles Lettres, 2017, 260 p. (ISBN 978-2-251-44715-5).
- Marie Thibaut de Maisieres et Simon Joseph Najm, Chrétiens d'Orient : Mon amour, Bruxelles, Éditions Mardaga, 2018, 271 p. (ISBN 978-2-8047-0649-4)
- Youssef Mouawad, Maronites Dans l'Histoire : de Rebus Maronitarum, Orient des livres, 2018 (ISBN 978-9953-599-28-1)
- Mourad Jacques, Un moine en otage, le combat pour la paix d'un prisonnier des djihadistes, Paris, Éditions de l'Emmanuel, 2018, 217 p. (ISBN 978-2-35389-686-8)
- Nabil Antaki et Georges Sabé, Les lettres d'Alep, Paris, Editions L'Harmattan, 2018, 271 p. (ISBN 978-2-343-14130-5, lire en ligne)
- François-Xavier Maigre et P. Ziad Hilal, Homs, l'espérance obstinée, Montrouge, Bayard Culture, coll. « Essais documents divers », 2019, 301 p. (ISBN 978-2-227-49623-1)
- Catherine Mayeur-Jaouen et Robert Solé, Voyage en Haute-Égypte : Prêtres, coptes et catholiques, Paris, CNRS, coll. « Histoire », 2019, 412 p. (ISBN 978-2-271-11614-7)
- Edmond Rabbath, Les chrétiens dans l’islam des premiers temps, Beyrouth, Publications de l’Université libanaise, 1985.
- Joseph Yacoub, Le Moyen-Orient Syriaque. La face méconnue des Chrétiens d'Orient, Paris, Salvator, 2019, 272 p. (ISBN 978-2-7067-1832-8)
- Charles Personnaz, La Civilisation des Chrétiens d'Orient : Une traversée du temps et du monde, Albin Michel, 2023, 192 p. (ISBN 978-2226477132)

#### Revues et articles
- Catherine Mayeur-Jaouen, « Dans la tourmente », L'Histoire, no 337,‎ décembre 2008, p. 62-67.
- François Boëdec, « Chrétiens d'Orient », in Études t. 405, novembre 2006, p. 496-506 (ASIN B004FUCSHO)
- Paul Balta, « L'exode des chrétiens d'Orient », in Confluences Méditerranée no 49, février 2004, p. 161-165
- Christine Chaillot, « Fidélité et vulnérabilité des plus anciennes Églises d'Orient », in Les Richesses de l'Orient Chrétien, éd. Saint-Augustin, 2000, p. 135-168
- L'Œuvre d'Orient : Herman Teule, Christian Cannuyer, Antoine Fleyfel, Mouchir Aoun, Christian Lochon, Antoine Arjakovsky, in Perspectives & Réflexions no 1, 2013
- L'Œuvre d'Orient : Georges Corm, Mouchir Aoun, Gabriel Hachem, Bernard Heyberger, Michel Younès, Georges Massouh, in Perspectives & Réflexions no 2, 2014
- L'Œuvre d'Orient : Maxime Yevadian, Marc Varoujan, Philippe Sukiasyan, Tigrane Yegavian, Joseph Alichoran, Joseph Yacoub, Christian Lochon, Antoine Bustany, in Perspectives & Réflexions no 3 - 2015
- L'Œuvre d'Orient : Fadi Daou, Rémi Caucanas, Michel Sabbah, Chafik Jaradi, Charbel Maalouf, Hervé Legrand, in Perspectives & Réflexions no 4, 2016
- L'Œuvre d'Orient : Emmanuel Pataq Siman, Jean-Jacques Pérennès, Christian Lochon, Abdo Badwi, Samir Arbache, Sami Hallak & Abdallah Hadjar, in Perspectives & Réflexions no 5, 2017
- L'Œuvre d'Orient : Antoine Fleyfel, Jean-Paul Chagnollaud, Christian Cannuyer, Rita Tolomeo, Fernando Filoni, Joseph Yacoub, in Perspectives & Réflexions no 6, 2018
- L'Œuvre d'Orient : Michel Younès, Antoine Fleyfel, Christian Cannuyer, Samir Arbache, Wasim Salman, Nayla Tabbara, in Perspectives & Réflexions no 7, 2019
- L'Œuvre d'Orient : Mouchir Basile Aoun, Tigrane Yégavian, Joseph Alichoran et Florence Hellot-Bellier, Antoine Fleyfel, Joseph Yacoub, Christian Lochon, Georges Corm, in Perspectives & Réflexions no 8, 2020

- Pierre Breteau et Jules Grandin, « Syrie-Irak : deux années de guerre cartographiées, acteur par acteur », Le Monde,‎ 19 janvier 2016 (lire en ligne).
- « Moins de visas pour les Chrétiens d'Orient », Le Figaro,‎ 27 mars 2016 (lire en ligne).
- « Le Liban, dernier bastion des chrétiens en Orient », Le Figaro,‎ 17 juin 2016 (lire en ligne).
- « La disparition des chrétiens d'Orient », sur info.arte.tv, 26 avril 2016 (consulté le 28 juin 2016).
- « Patrimoine syrien en danger », sur France 24 (consulté le 30 juin 2016).
- « Syrie, la situation sur le terrain et les acteurs du conflit », Le Figaro,‎ 12 septembre 2016 (lire en ligne, consulté le 20 septembre 2016).
- « les chrétiens d’Al-Minya excédés par la violence des extrémistes », Le Monde,‎ 29 mai 2017 (lire en ligne).
- « La communauté chrétienne séparée par la nouvelle frontière entre l'Irak et le Kurdistan. Lutte contre Daech, la situation sur le front Kurde en Syrie et en Irak. Contrôle (ou présence) début juin 2017 », Le Figaro,‎ 15 juin 2017 (lire en ligne, consulté le 17 juin 2017).
- « Dans tout le Proche-Orient, particulièrement en Syrie et en Irak, les chrétiens sont une des cibles privilégiées des mouvements djihadistes qui ont émergé à la faveur de la chute des régimes », La Croix,‎ 29 juillet 2014 (lire en ligne).
- « La grande inquiétude des chrétiens d'Orien », Le Figaro,‎ 23 décembre 2018 (lire en ligne).
- « L’heure n’est pas encore au retour pour les réfugiés syriens », La Croix,‎ 14 mars 2019 (lire en ligne, consulté le 14 mars 2019).
- Nicolas Senèze, « Églises d’Orient, trois clés pour comprendre leur histoire », La Croix,‎ 19 septembre 2017 (lire en ligne, consulté le 25 octobre 2019).
- Xavier Le Normand, « Emmanuel Macron lance un fonds pour les écoles des chrétiens d’Orient », La Croix,‎ 22 janvier 2020 (lire en ligne, consulté le 23 janvier 2020).
- Adrien Jaulmes, « Ces sites historiques, propriétés de la France au cœur de Jérusalem », Le Figaro,‎ 13 septembre 2010 (lire en ligne, consulté le 23 janvier 2020).
- Georges Malbrunot, « Le Noël tragique des chrétiens d’Orient », Le Figaro,‎ 23 décembre 2020 (lire en ligne, consulté le 24 décembre 2020).
- Jean-Marie Guénois, « En Irak, le pape appelle les chrétiens d’Orient à ne pas perdre l’espérance », Le Figaro,‎ 7 mars 2021 (lire en ligne, consulté le 9 mars 2021).
- Bénédicte Lutaud, « « La disparition des chrétiens d’Orient est une catastrophe de civilisation » », Le Monde,‎ 6 mars 2021 (lire en ligne, consulté le 26 mars 2021).